# Église Saint-Pierre-Saint-Paul d'Ivry-sur-Seine
Pour les articles homonymes, voir Église Saint-Pierre-et-Saint-Paul.
L'église Saint-Pierre-Saint-Paul est une église catholique située à l'angle de la rue Gaston-Cornavin et de l'avenue Maurice-Thorez à Ivry-sur-Seine, dans le département français du Val-de-Marne.

## Historique
Plusieurs sanctuaires ont été édifiés au fil des siècles sur l'emplacement de l'église. La paroisse d'Ivry apparaît au haut Moyen Âge, l'église actuelle, dédiée à saint Pierre et saint Paul, étant mentionnée pour la première fois dans un texte de 1158. La partie inférieure du clocher date de cette époque.
Le XIIIe siècle voit l'édification de deux voûtes dont les chapiteaux et les arcs gothiques sont encore conservés. En 1535 sont achevés l'escalier d'honneur, le porche d'entrée, la voûte correspondante puis les travées de droite de l'entrée (un des piliers porte la date de 1575). À cette même date, la voûte en bois de la nef centrale est terminée. La voûte (derrière le chœur et la chapelle du Sacré-Cœur) est réalisée en 1628 puis, en 1647, est construite la chapelle seigneuriale, aujourd'hui chapelle de la Vierge.

### XVIIIesiècle
Vers 1750, le chœur est orné de boiseries représentant saint Frambourg, les apôtres saint Pierre et saint Paul, offertes par le marquis Henri-Camille de Beringhen. Pendant la Révolution, les caveaux des seigneurs sont détruits ; l'église est transformée en temple de la Raison puis en lieu du culte de l'Être suprême.

### XIXesiècle
Au XIXe siècle, les travées de la nef sont ornées de peintures, enlevées depuis afin de retrouver l'aspect ancien, ce qui a permis de mettre au jour d'autres peintures plus anciennes sur les piliers.
La sacristie est bâtie à l'arrière de la chapelle Nord entre 1855 et 1859.
En juillet 1886, un incendie ravage le clocher. Les travaux de restauration durèrent jusqu'en 1891.

### XXesiècle
L'édifice est inscrit au titre des monuments historiques en 1929.
Dans les années 1980, l'église connaît d'importants travaux de restauration. Lors de ces travaux sont réinstallées, notamment, les boiseries du fond du chœur.

### Liste des curés de la paroisse Saint Pierre - Saint Paul
Cette liste n'est pas complète. Il manque les noms ou les dates de prise de fonction pour les curés avant 1169, entre 1266 et 1392 et entre 1921 et 2007.
| Date de prise de fonction | Nom                                  | Observations |
| ------------------------- | ------------------------------------ | --- |
| Avant 1169                | ?                                    | Les identités des curés avant 1169 restent pour le moment inconnues |
| 1169                      | Théoblad d'Ivry                      | Mentionné en 1169 |
| 1214                      | Mathieu                              | Mentionné en 1214 |
| 1236                      | Jean                                 | Mentionné en 1236 |
| 1239                      | Joseph                               | Mentionné en 1239 |
| 1258                      | Jean Statut                          | Mentionné en 1258 |
| 1266                      | Jean                                 | Peut-être le même que le précédent |
| ?                         | ?                                    | Les identités des curés entre 1266 et 1392 restent, pour le moment, inconnues |
| 1392                      | Jean de Cossies                      | |
| 1430                      | Jean du Lot                          | |
| 1431                      | Couteau                              | |
| 1458                      | Pierre de Nocel                      | |
| 1459                      | Bertrand Bérault                     | |
| 1462                      | Jean Laurent                         | |
| 1469                      | Pierre Chapelle                      | |
| 1520                      | Jean Milot                           | |
| 1538                      | François Migot                       | |
| 1538                      | François Cyprien                     | |
| 1553                      | Pierre Aublet                        | |
| 1592                      | André Robellin                       | |
| 1612                      | Claude Vilette                       | |
| 1617                      | Guillaume Ville                      | |
| 1638                      | Guillaume Charo                      | |
| 1648                      | Simon Héré                           | |
| 1668                      | Jean Jollain                         | |
| 1686                      | André de Guienne                     | |
| 1703                      | Pierre Buré                          | |
| 1713                      | Étienne de la Porte                  | |
| 1750                      | François Rojou                       | |
| 1774                      | Étienne Laurent Maillet              | |
| 1798                      | Jean-Jacques Roques                  | |
| 1829                      | Joseph Poulenc                       | *1825 : Joseph Duverdier (1799-1885), fut nommé vicaire en cette paroisse l'année de son ordination le 28 septembre 1825, puis curé de Villetaneuse le 4 juin 1830, puis curé de l'église Saint-Gilles de Bourg-la-Reine, le 8 août 1831, puis en 1845, aumônier de l'hôpital Cochin, et en 1856 à l'hôpital Beaujon, terminant son ministère comme prêtre habitué à l'église Saint-Denis-du-Saint-Sacrement en 1860. Il mourut le 26 janvier 1885 |
| 1831                      | Eugène David                         | |
| 1845                      | Étienne Devaux                       | |
| 1845                      | Hyacinthe de Gonet                   | |
| 1847                      | Louis Pruvost                        | |
| 1856                      | César Perrin                         | |
| 1858                      | Edouard Boidart                      | |
| 1868                      | Jean-Baptiste Clauzet                | |
| 1885                      | Lucien Colas                         | |
| 1888                      | Henri Boisseau                       | |
| 1895                      | Nima-Hippolyte Vincent               | |
| 1908                      | Antoine Saubin                       | |
| 1913                      | Eugène Rivalin                       | |
| 1921                      | Jean-Joseph Garin                    | |
| 1934                      | Jacques Lorenzo                      | |
| 1942                      | ?                                    | |
| ?                         | ?                                    | |
| 1958                      | Yvan Daniel                          | |
| 1967                      | Etienne Le Roy                       | |
| 1973                      | Bernard Baudry                       | décédé en 1982 |
| 1982                      | Claude Grebet                        | |
| 1985                      | Bernard Mounios                      | |
| 1992                      | François Bon Mission de France       | |
| 1998                      | Dominique Fontaine Mission de France | Avec Michel DUPONT, curé ad solidum de 1991 à 1998 |
| 2005                      | Jean François Penhouet               | Mission de France |
| 2007                      | Francis Corinwinder                  | Mission de France |
| 2008                      | Dominique Rameau                     | Avec Alain Dutertre, curé ad solidum de 2015 à 2016 |
| 2017                      | Jules Mapela Thamuzi                 | Religieux de la congrégation des passionistes |

## Architecture et décorations

### Évolution du plan de l'église

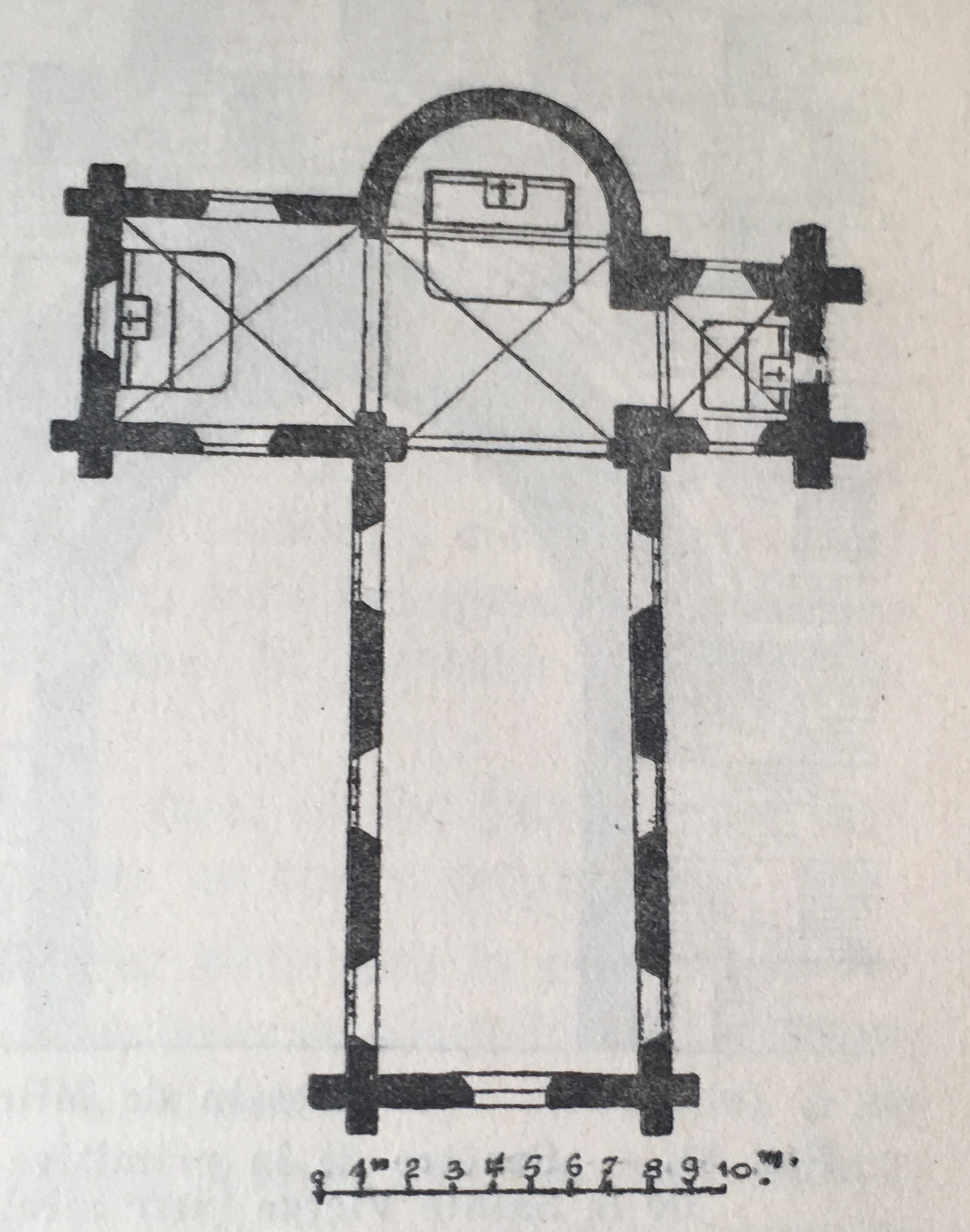
XIIIe siècle
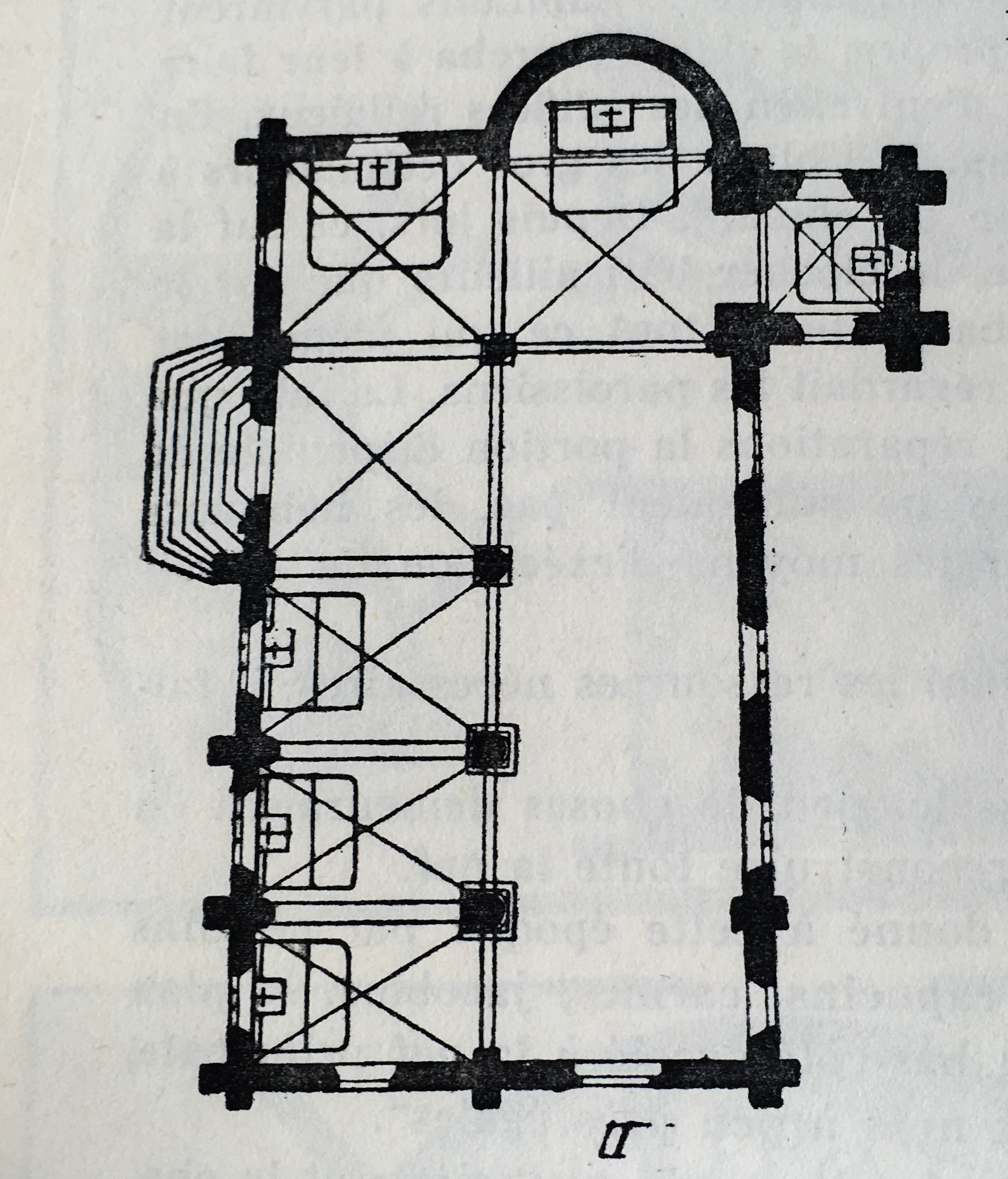
1535
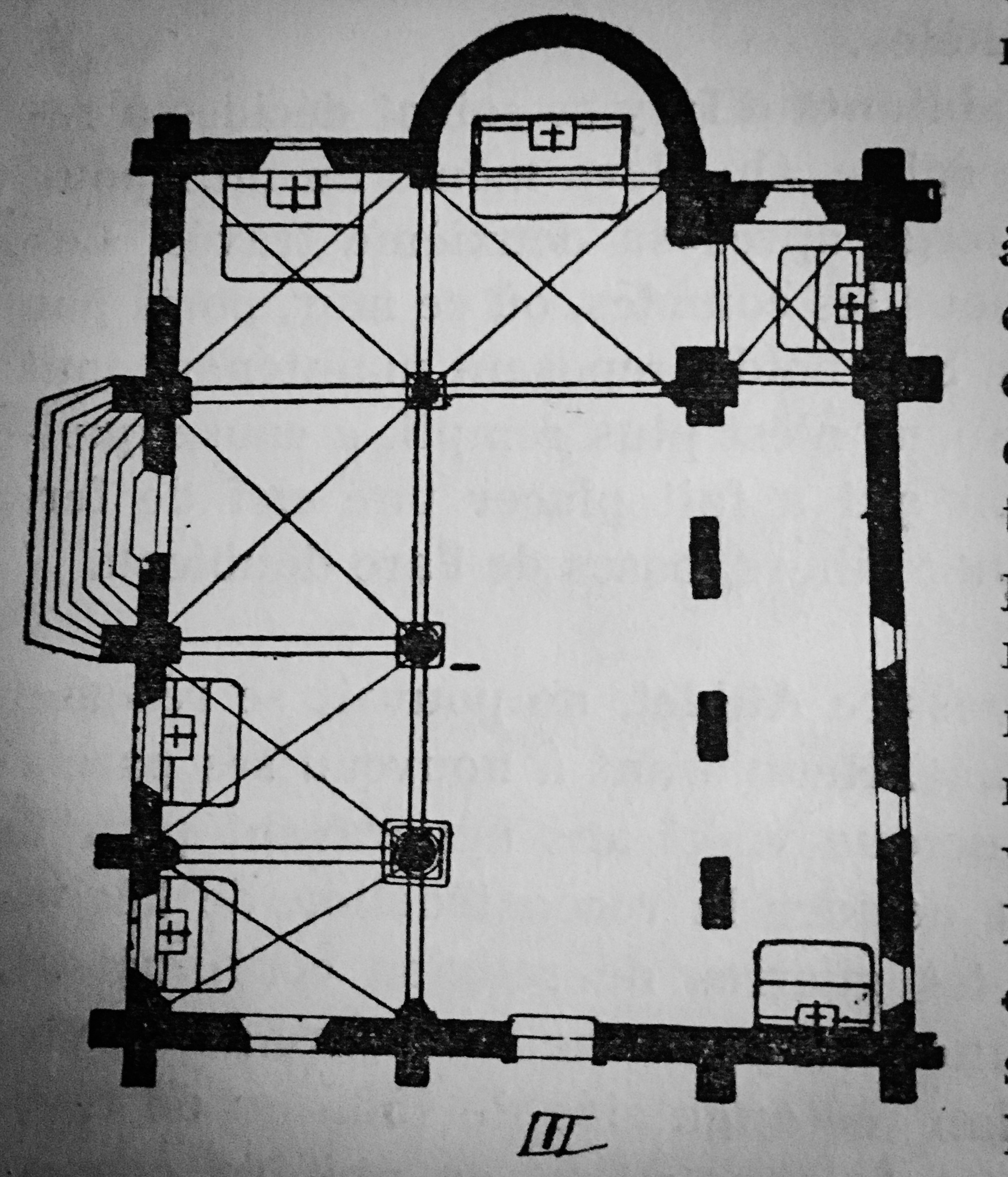
1575
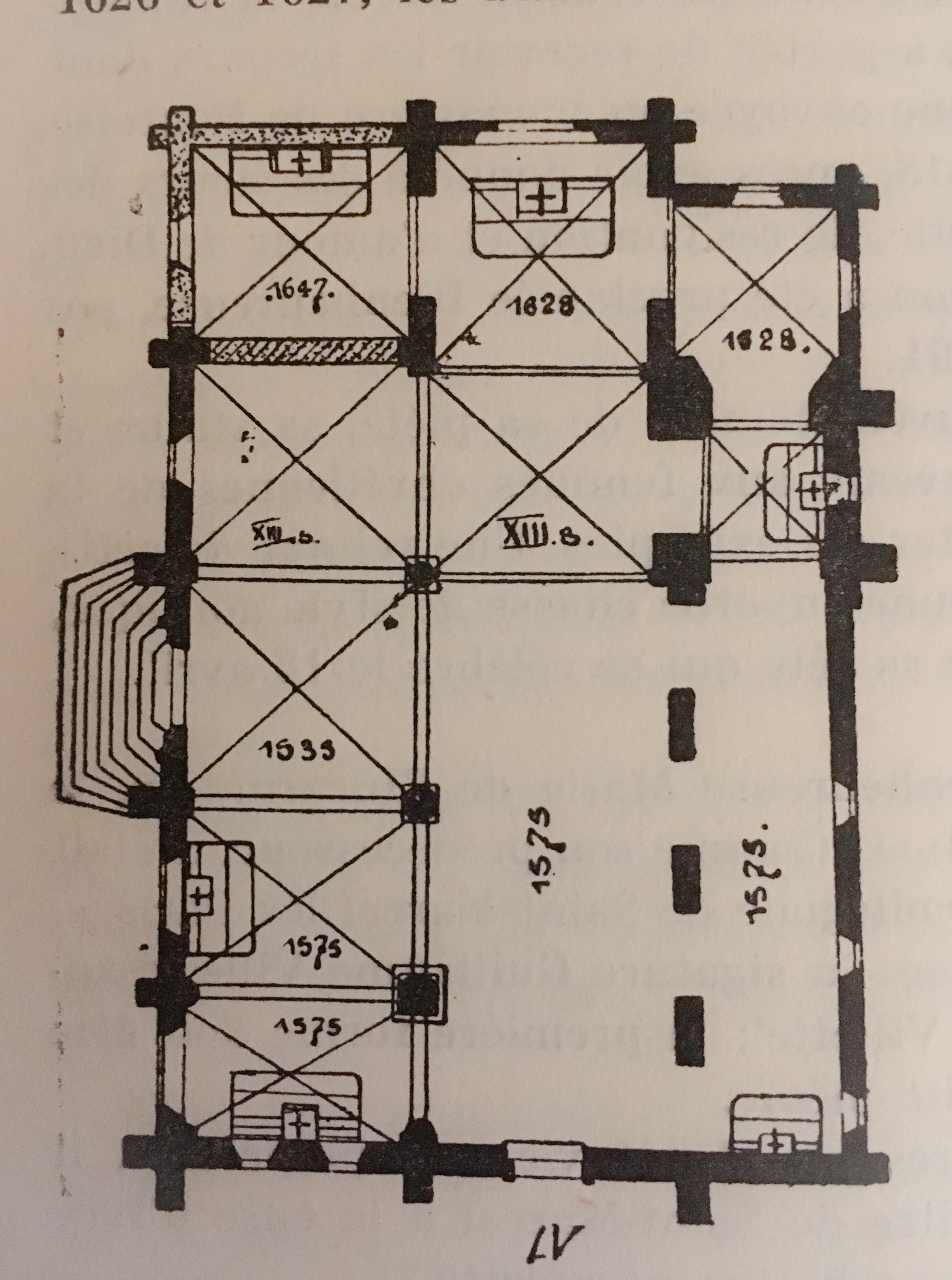
XVIIe siècle
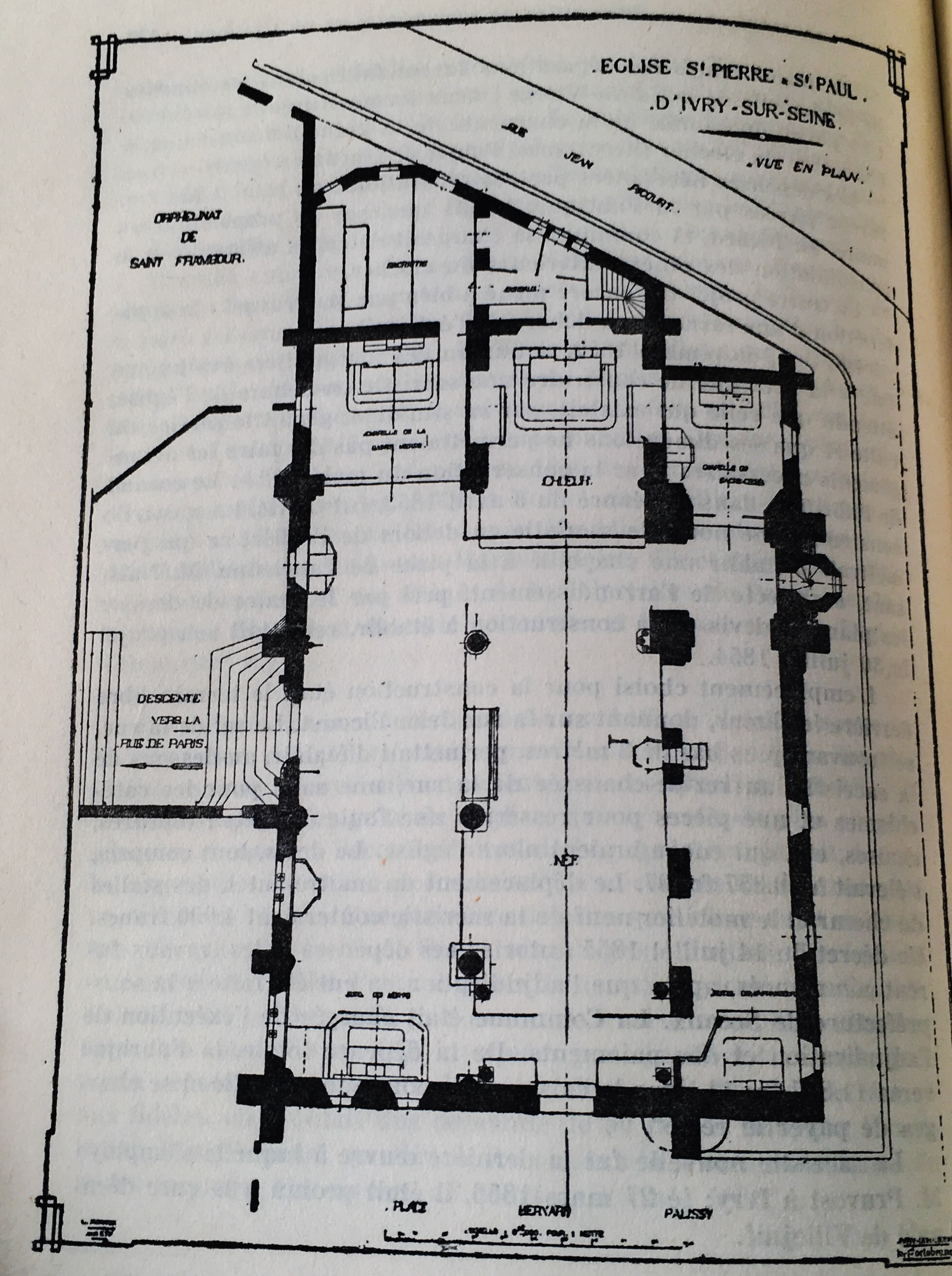
1855 à nos jours

### Intérieur

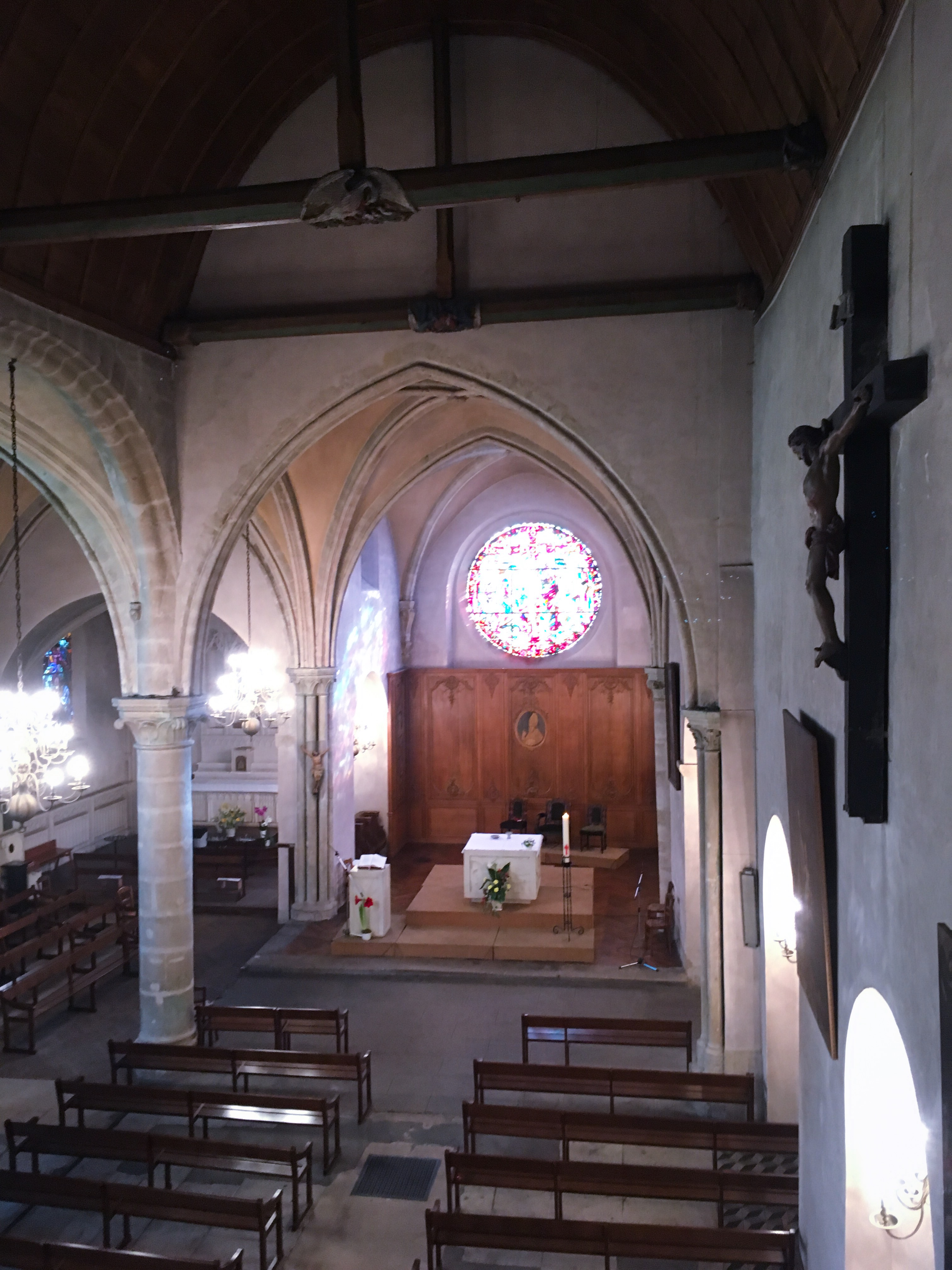

#### Chœur
Les murs du chœur sont ornés de lambris de chêne sculptés. Le panneau central représente dans un médaillon Saint Frambourg. Celui de la paroi nord représente saint Pierre et celui de la paroi Sud saint Paul avec un livre et une épée. Ces lambris sont datés de 1730 et ont été offerts à l'église d'Ivry sur Seine par le marquis Henri-Camille de Beringhen, premier écuyer du roi et seigneur d'Ivry. Les armoiries de la famille Beringhen sont figurées sous les figures de saint Pierre et celles de la seigneurie d'Ivry sous la figure de saint Paul. Les lambris du chœur ont été restaurés en 2001.

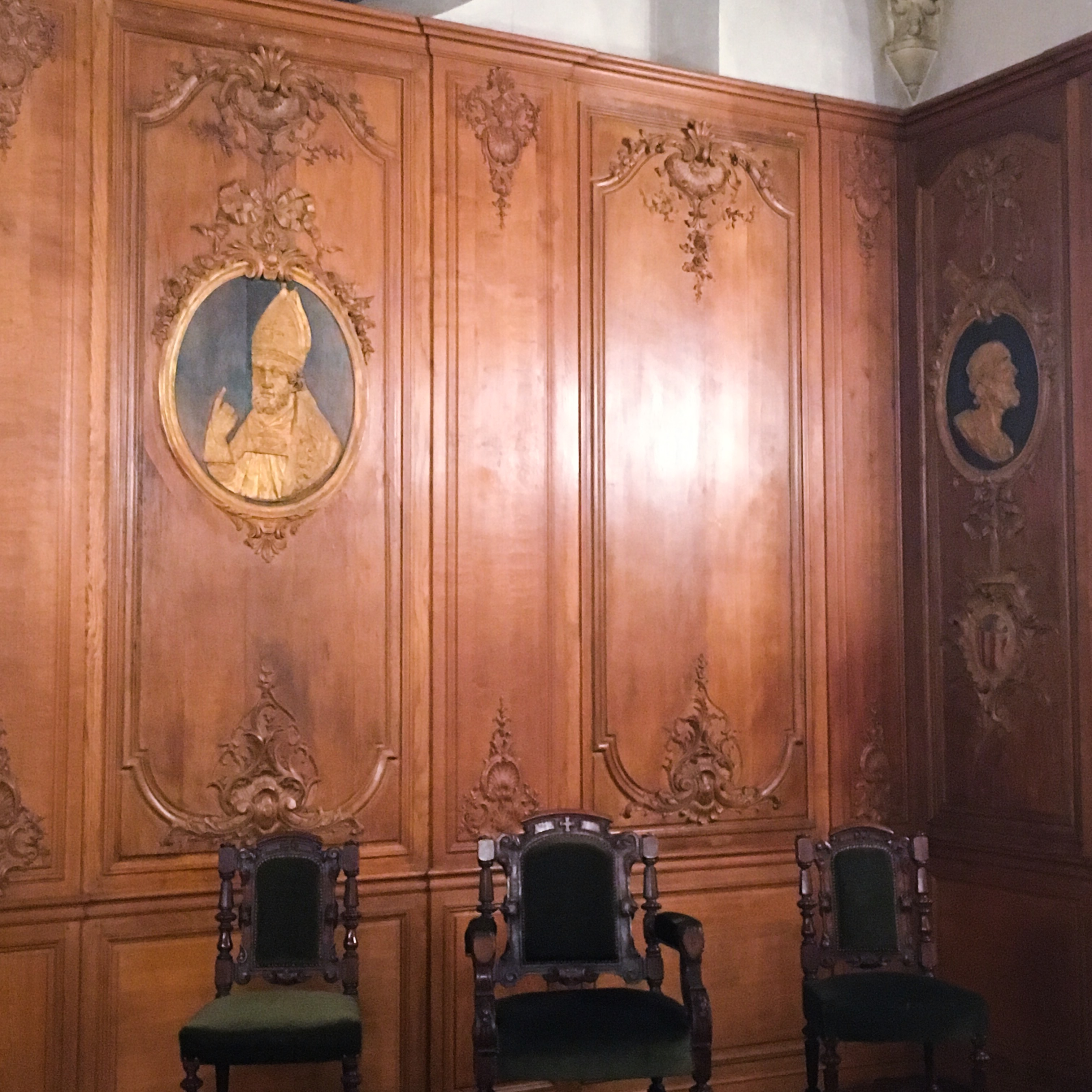
Vue partielle
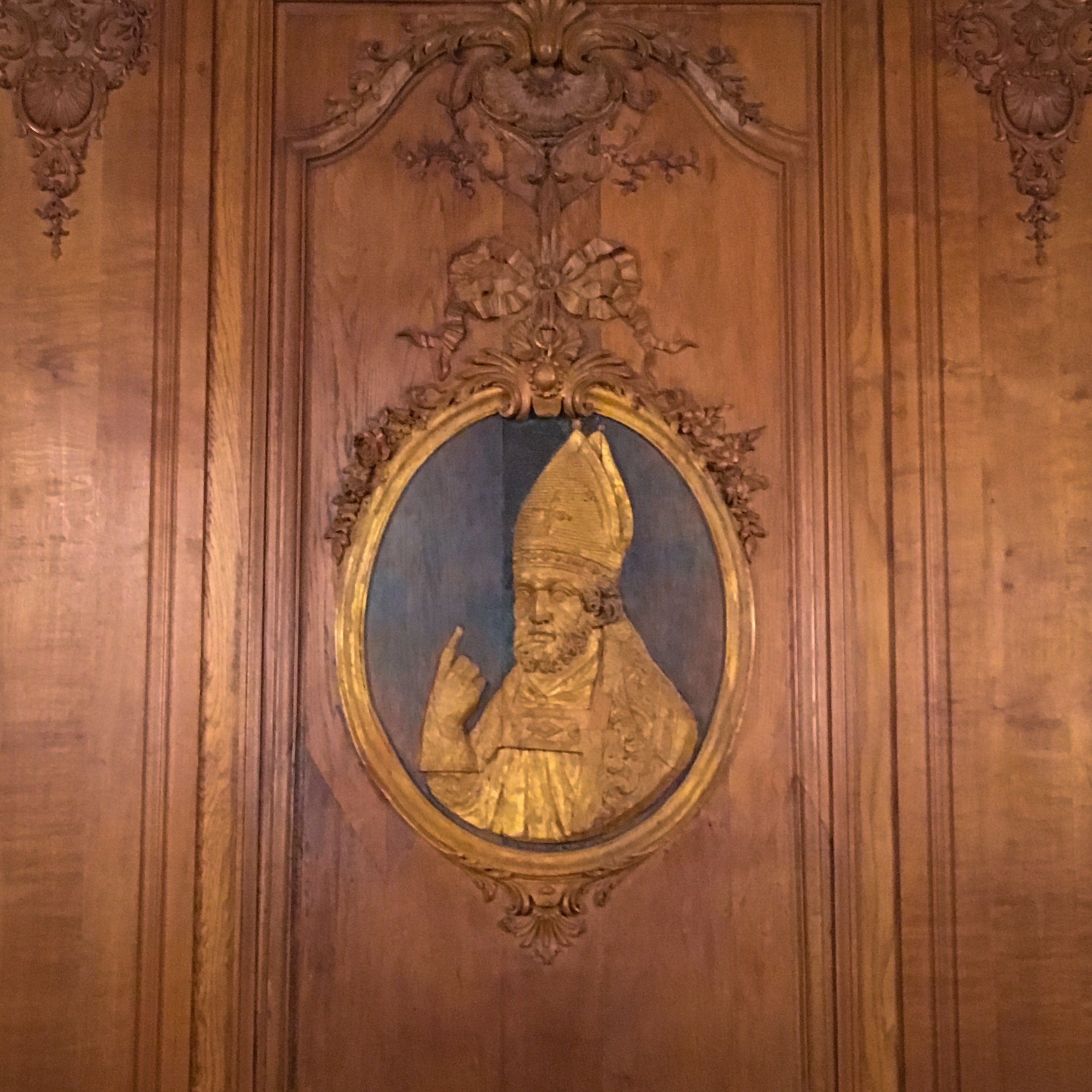
Saint Frambourg
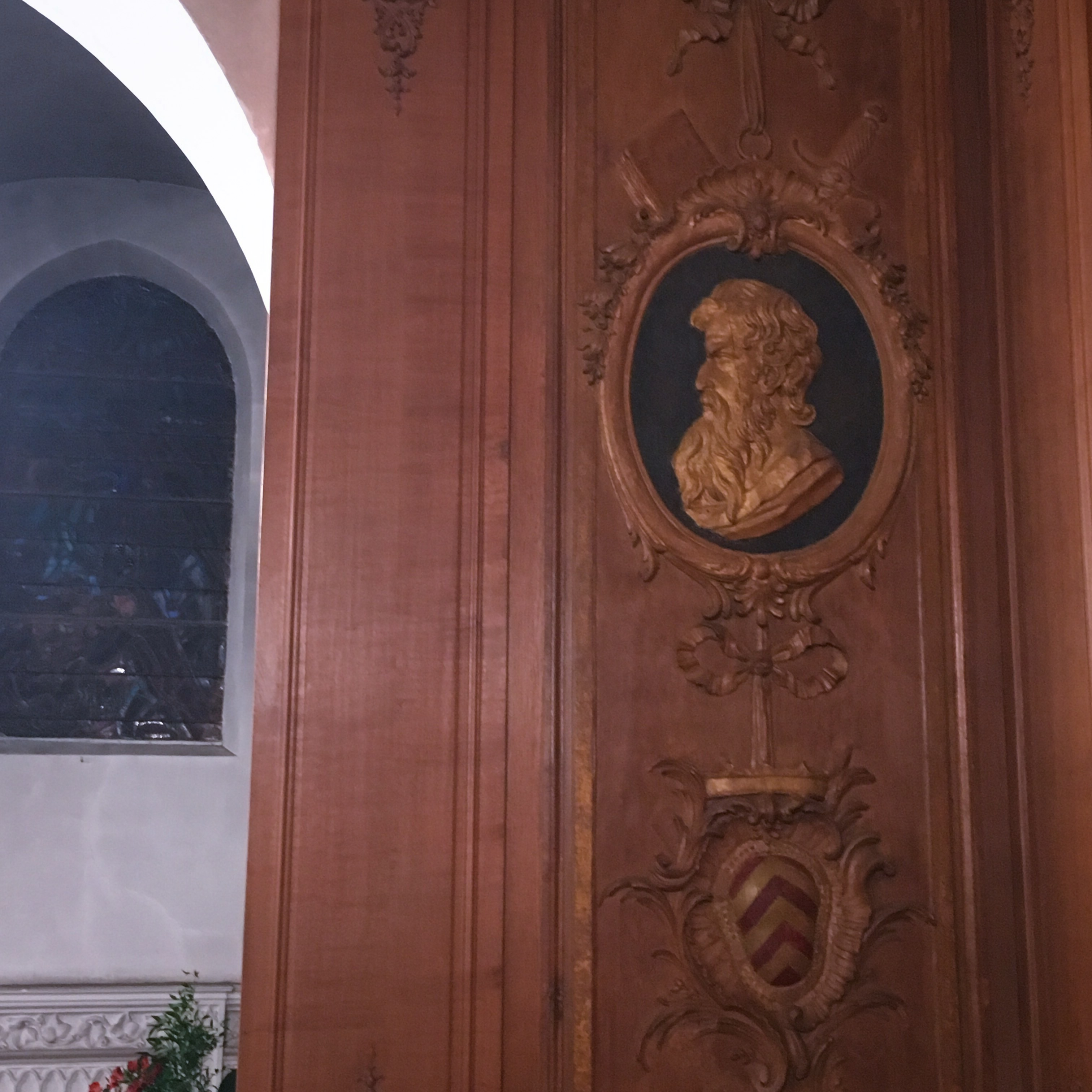
Saint Paul
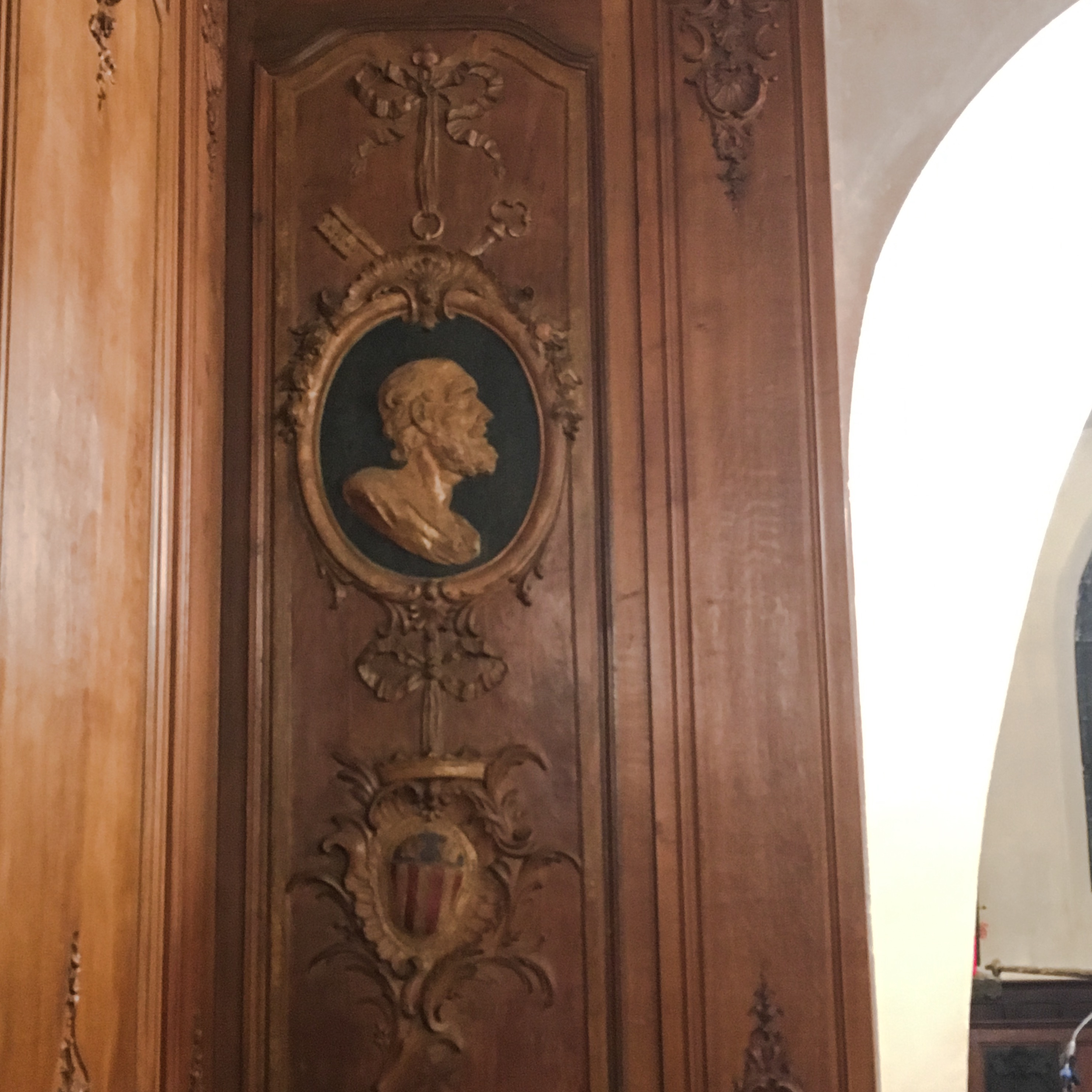
Saint Pierre

Six stalles, jumelées par trois et datant des XVIIIe et XIXe siècles, sont disposées de part et d'autre du chœur. Y sont figurés Saint François d'Assise et Sainte Claire. Elles ont été restaurées en 2001.
Sur le mur Sud du chœur est accroché un tableau daté de 1721 du peintre Jean André représentant la Sainte Famille.

#### Nef
L'église possède une nef centrale qui est séparée du bas-côté sud par une série d'arcade en plein centre de style roman et du collatéral nord par des colonnes monumentales de style gothique supportant des voûtes d'ogives. Le pavement de la nef est actuellement en très mauvais état et se compose d'un conglomérat de dalles calcaires brisées et de chapes de ciment et béton. La nef est surmontée par une voûte en berceau de bois renforcée par quatre entraits datant de 1575. Ces entraits portent différentes sculptures en rond-bosse polychromes dont, pour l'entrait près du porche d'entrée, les armes de Charles IX.
Le mur sud de la nef porte une sculpture monumentale figurant un Christ en croix. Elle se trouvait à l'origine sur la place de l'église, elle fut déposée par les émeutiers de 1848 puis conservée dans un couvent et enfin replacée dans l'église.
Lors des restaurations des années 1980, les peintures du XIXe siècle furent retirées et permit de redécouvrir les peintures monumentales qui ornaient les colonnes de la partie Nord de la nef et du collatéral depuis 1575. Ces peintures représentent des saints, sainte, évêques dont seuls aujourd'hui sont identifiables Saint Pierre (clefs) et Saint Paul (épée).

#### L'orguesymphoniqueStoltz[3]
En 1861, l'abbé Boidard, curé de la paroisse, fait construire les deux tambours des portes d'entrée de l'église pour préserver du froid. Celui qui est destiné à la porte principale est conçue de manière à supporter une tribune prévue pour accueillir un grand orgue. En 1862, est lancée une souscription pour l'acquisition d'un orgue. Elle produit "une somme importante", suffisamment pour que le conseil de fabrique décide de lancer l'affaire, et deux facteurs sont consultés :
- Stoltz et Schaaf, établis à Paris, avenue de Saxe.
- Alexandre Père et Fils, dont l'usine à Ivry produit une quantité "industrielle" d'harmoniums que l'on retrouvera dans la France entière.

Pour la petite histoire, on notera qu'Alexandre s'est en fait "auto-consulté", ayant eu communication par le curé du devis de Stoltz, il écrit au Conseil de Fabrique que, étant établi à Ivry, il souhaiterait se voir confier la réalisation de l'orgue, mais comme ce n'est pas véritablement son domaine, il propose, pour le même prix d'ajouter "à l'intérieur, des travaux de notre spécialité", entendons un ou deux jeux supplémentaires d'une valeurs de 3000 francs (le devis de Stoltz s'élevant à 9000 francs).
Le Conseil de Fabrique préféra s'adresser à Stoltz et passa commande d'un orgue à deux claviers et pédalier avec buffet principal en chêne et un buffet de Positif "postiche", ceux que nous avons sous les yeux aujourd'hui. Il en coûta finalement 1600 francs et l'orgue fut inauguré le 4 juin 1863 par César Franck, le célèbre organiste de Sainte Clotilde à Paris, et d'autres experts : Henri Herz, pianiste compositeur, Lintz, organiste de chœur de Saint Sulpice à Paris et Josse, organiste d'Ivry. Tous jugèrent favorablement le nouvel instrument.
On notera que, très satisfaits de leur orgue, les membres du Conseil de Fabrique décidèrent en 1866 d'acquérir auprès du même Stoltz un orgue de chœur de sept jeux à un clavier. Il sera transféré à l'église Notre-Dame de l'Espérance à Ivry et constituera la base d'un instrument agrandi d'un Récit à transmission pneumatique et d'un pédalier de 30 notes.
Après cinquante ans de services, le grand orgue Stoltz avait "besoin de réparations". Il fut fait appel à Charles Mutin, le successeur de Cavaillé-Coll, qui établit en 1901 un devis de relevage et d'agrandissement, portant notamment le Récit expressif à 54 notes et modifiant partiellement la composition, les deux jeux d'anches à anches libres étant remplacés par une Trompette harmonique au Récit et un Basson de 16 à la Pédale. Les travaux durèrent cinq mois pour un coût de 7500 francs, et le 20 décembre 1901 "dans une belle cérémonie, l'orgue réparé reprit sa mission : répandre la beauté dans les âmes"
Par la suite le pédalier fut porté à 30 notes avec extension des Tirasses GO et Récit, maisons extension de ses deux jeux propres qui demeurent à18 notes seulement. C'est l'état actuel de l'instrument qui fut régulièrement entretenu jusqu'après la Seconde Guerre Mondiale, où il commença à se dégrader au point qu'en 1982 il est pratiquement injouable. Sa remise en état fut confiée à Beuchet-Debierre, qui procéda au relevage soigneux, avec notamment replace des claviers en ivoirine, mais l'harmonie de l'ensemble ne fut pas altérée.
En 2017, la municipalité d'Ivry sur Seine, très soucieuse et vigilante de son patrimoine historique, a décidé d'engager des travaux de restaurations de l'orgue usé par le temps et abimé par d'importantes infiltrations d'eau qui ont détérioré certaines parties de l'édifice notamment le buffet d'orgue. L'orgue, qui a joué pour la dernière fois avant restauration pour la messe dominicale du 10 décembre en accompagnement du groupe chorale de St Pierre - St Paul, a été démonté les 13, 14 et 15 décembre. Un orgue de choeur a été installé dans le choeur pour la période des travaux.
La composition de l'orgue Stoltz en 1863 :
| Grand orgue de 54 notes | Récit expressif 54 notes       | Pédale 18 notes            |
| ----------------------- | ------------------------------ | -------------------------- |
| Bourdon 16              | Flûte Octaviante 4             | Flûte 16                   |
| Bourdon 8               | Bourdon 8                      | Euphone (anches libres) 16 |
| Flûte 8                 | Gambe 8                        | Tirasse GO                 |
| Salicional 8            | Voix céleste                   | Tirasse Récit              |
| Prestant 4              | Flûte harmonique 8             | Appel et renvoi Anches GO  |
| Doublette 2             | Hautbois 8                     | Trémolo Récit              |
| Trompette 8             | Voix humaine 8                 | Accouplement Récit / GO    |
| Clairon 4               | Cor anglais (anches libres) 16 | Expression Récit           |

La composition de l'orgue Stoltz-Mutin en 1901 :
| Grand orgue de 54 notes | Récit expressif 54 notes | Pédale 18 notes                 |
| ----------------------- | ------------------------ | ------------------------------- |
| Bourdon 16              | Cor de nuit 8            | Flûte 16                        |
| Montre 8                | Flûte traversière 8      | Basson 16                       |
| Flûte harmonique 8      | Gambe 8                  | Tirasse GO                      |
| Violoncelle 8           | Voix céleste 8           | Tirasse Récit                   |
| Bourdon 8               | Flûte octaviante 4       | Accouplement Récit / GO         |
| Prestant 4              | Trompette harmonique 8   | Appel et renvoi Anches GO       |
| Doublette 2             | Basson - Hautbois 8      | Appel et renvoi Trompette Récit |
| Trompette 8             | Voix humaine 8           | Trémolo                         |
| Clairon 4               |                          | Expression Récit                |

#### Chapelles latérales
La chapelle latérale nord est dédiée à Notre Dame du Rosaire. Elle possède un autel et des pavements de murs de style néo-gothique. Dans le mur nord est encastrée une pierre commémorant l'institution de la Confrérie du Rosaire en 1676 par Philippe de Loynes, seigneur d'Ivry.
La chapelle latérale sud est dédiée au Sacré-Cœur de Jésus. Elle est ornée d'un vitrail représentant le Sacré-Cœur apparaissant à Marguerite-Marie Alacoque.

#### Vitraux

##### XVesiècle
Dans la sacristie est conservé un rondel ou petit vitrail représentant une sainte céphalophore dans un décor d'architecture datant de la deuxième moitié du XVe siècle.

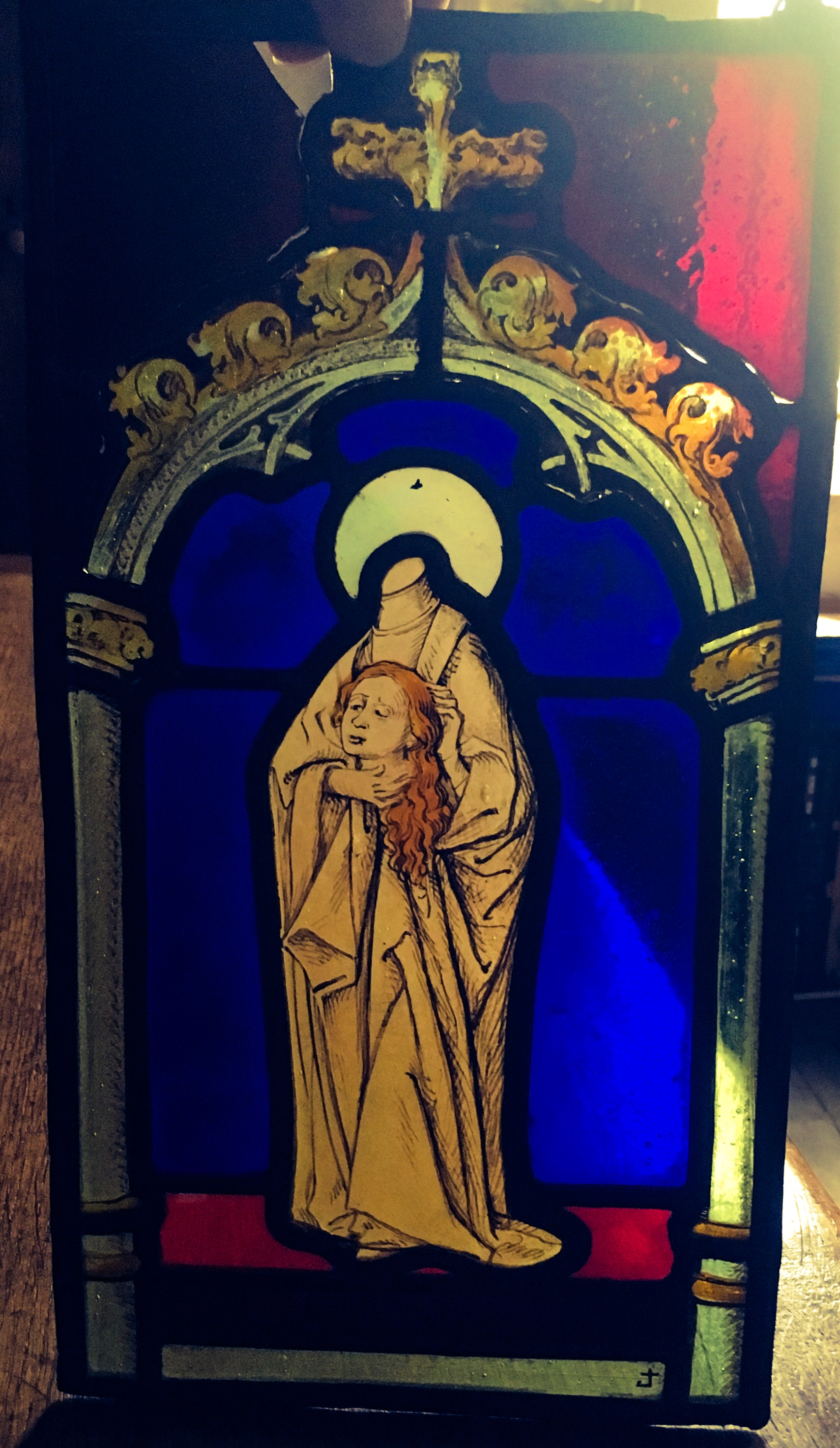
Sainte céphalophore

##### XVIesiècle
Le deuxième vitrail à gauche de l'entrée a été restauré en 2000, à partir des éléments du XVIe siècle conservés après les bombardements du 26 août 1944. La frise reprend des thèmes en lien avec le village d'Ivry et son église au XVIe siècle: couronne royale, gerbes de blé, grappes de raisin, clefs de saint Pierre croisées avec l'épée de saint Paul, feuille d'acanthe. Le médaillon décoré d'un saint Pierre debout dans l'inscription « Vermes cuncta rodent » (les vers mangent tout) a été reconstitué d'après une photographie.

##### XXesiècle

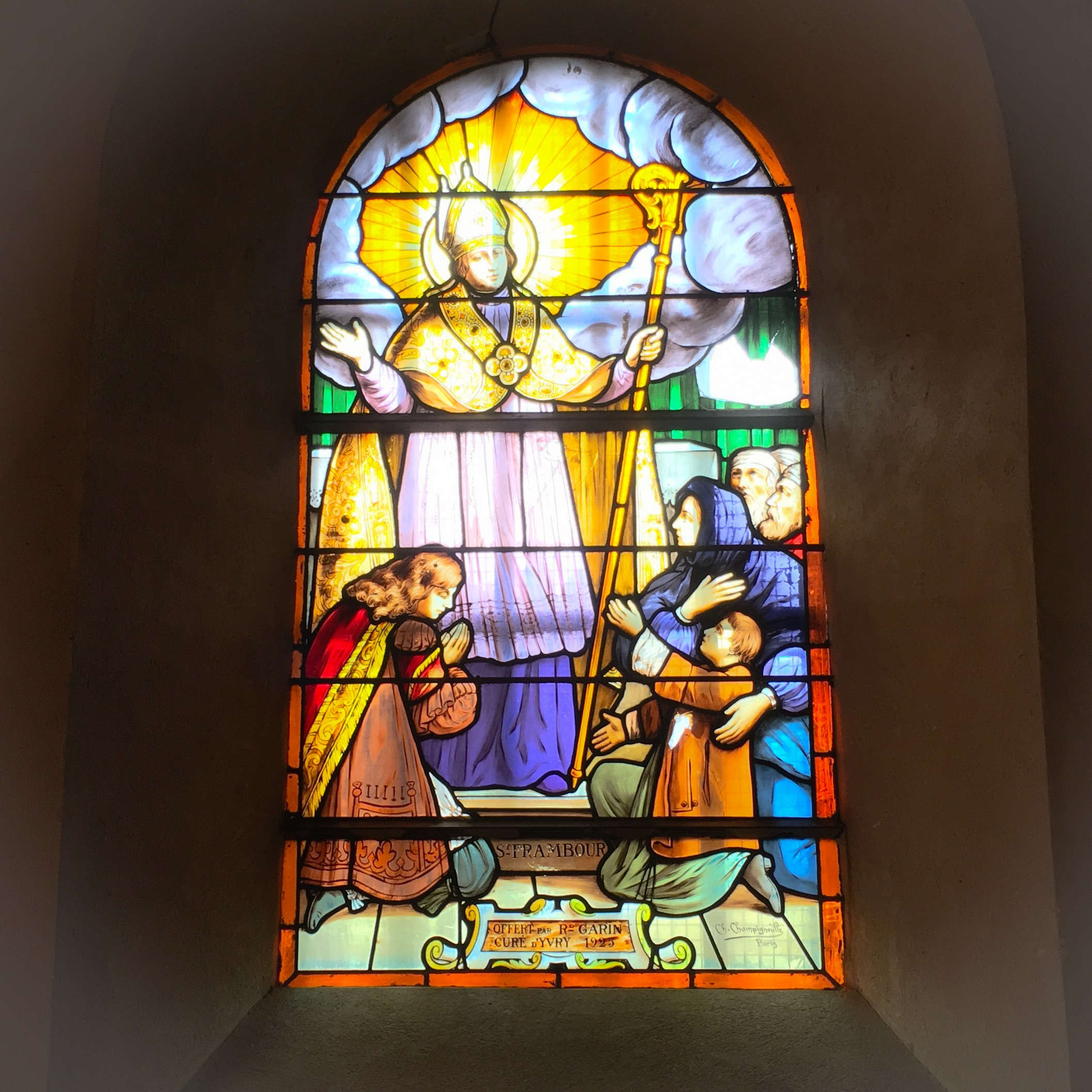
Saint Frambourg
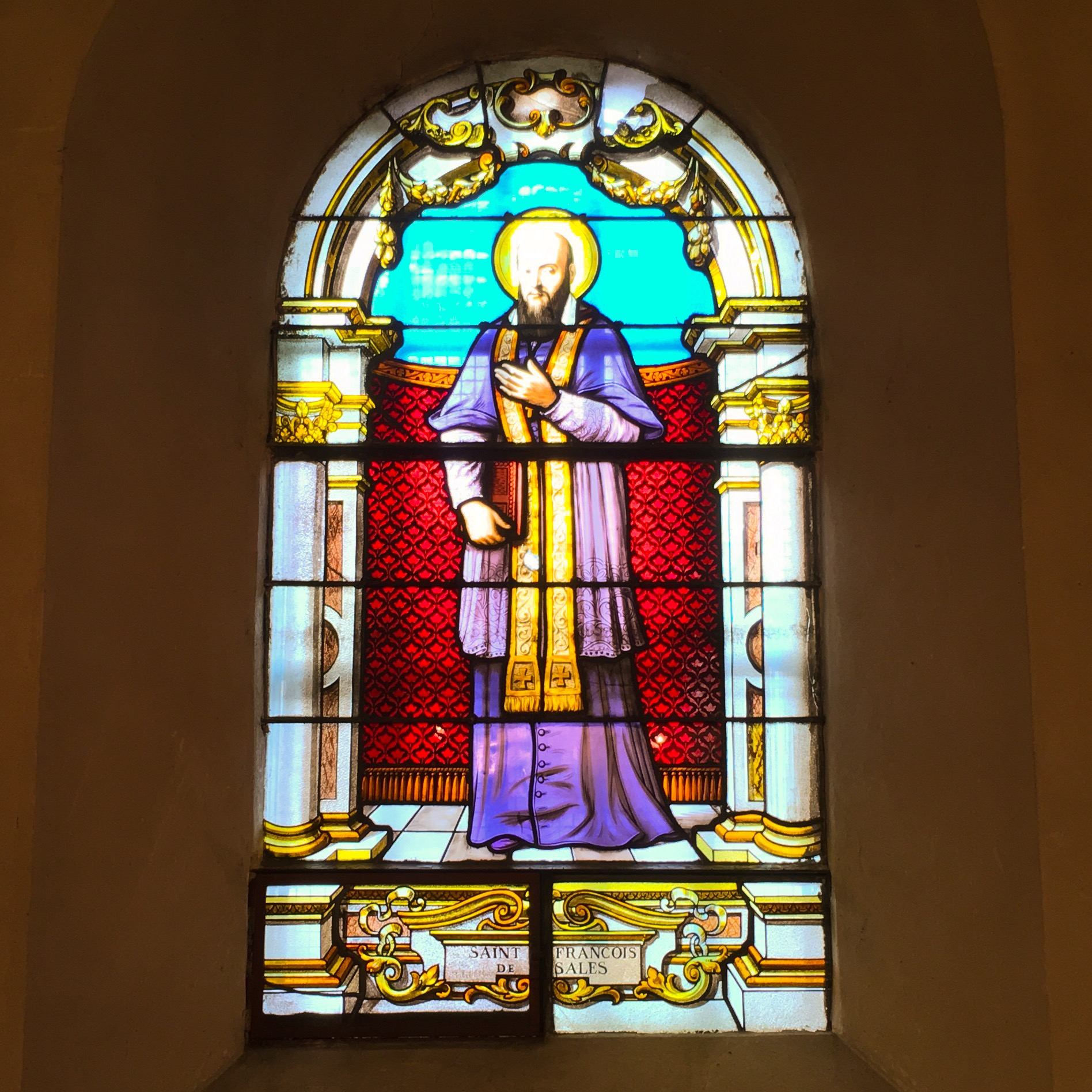
Saint François de Sales
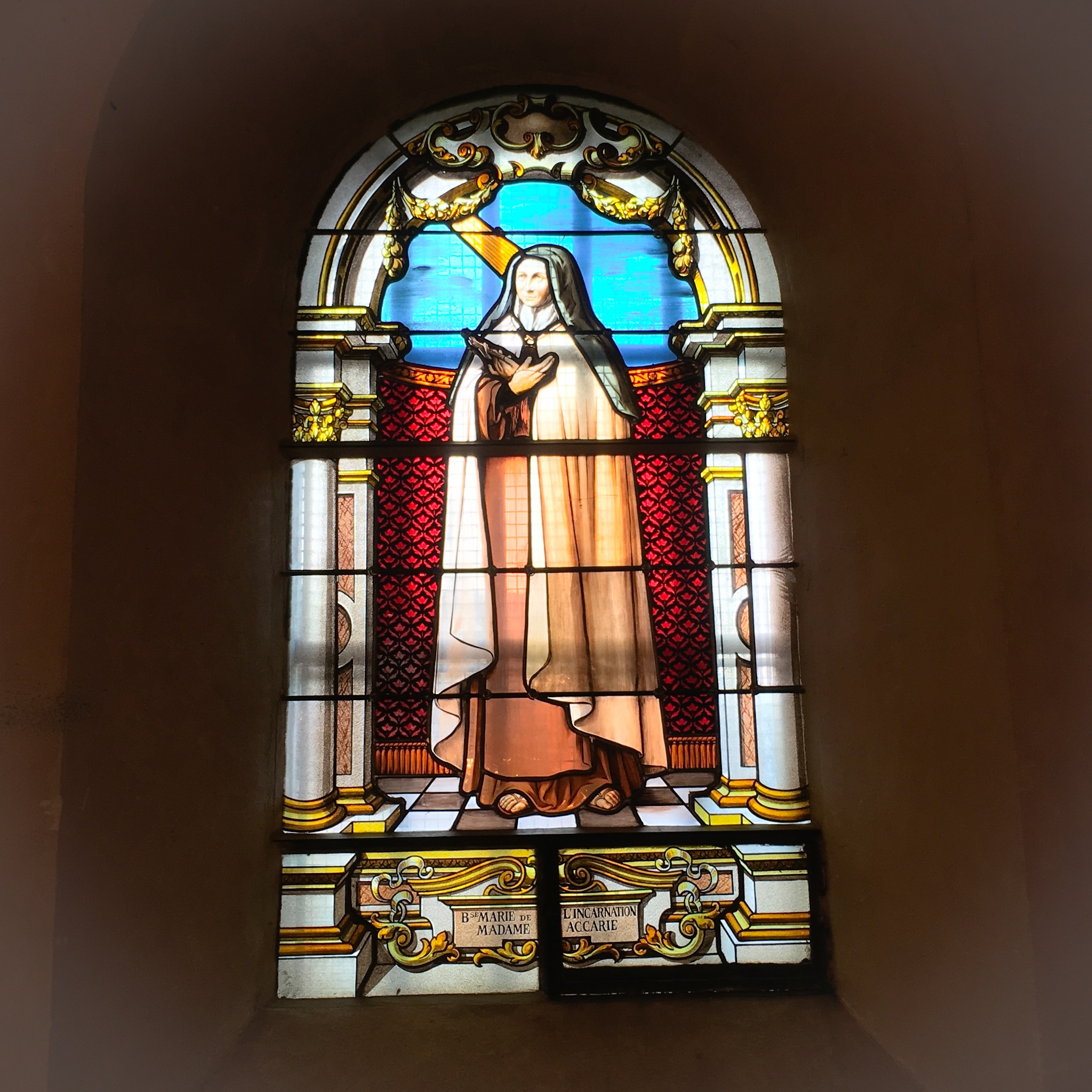
Bienheureuse Marie de l'incarnation
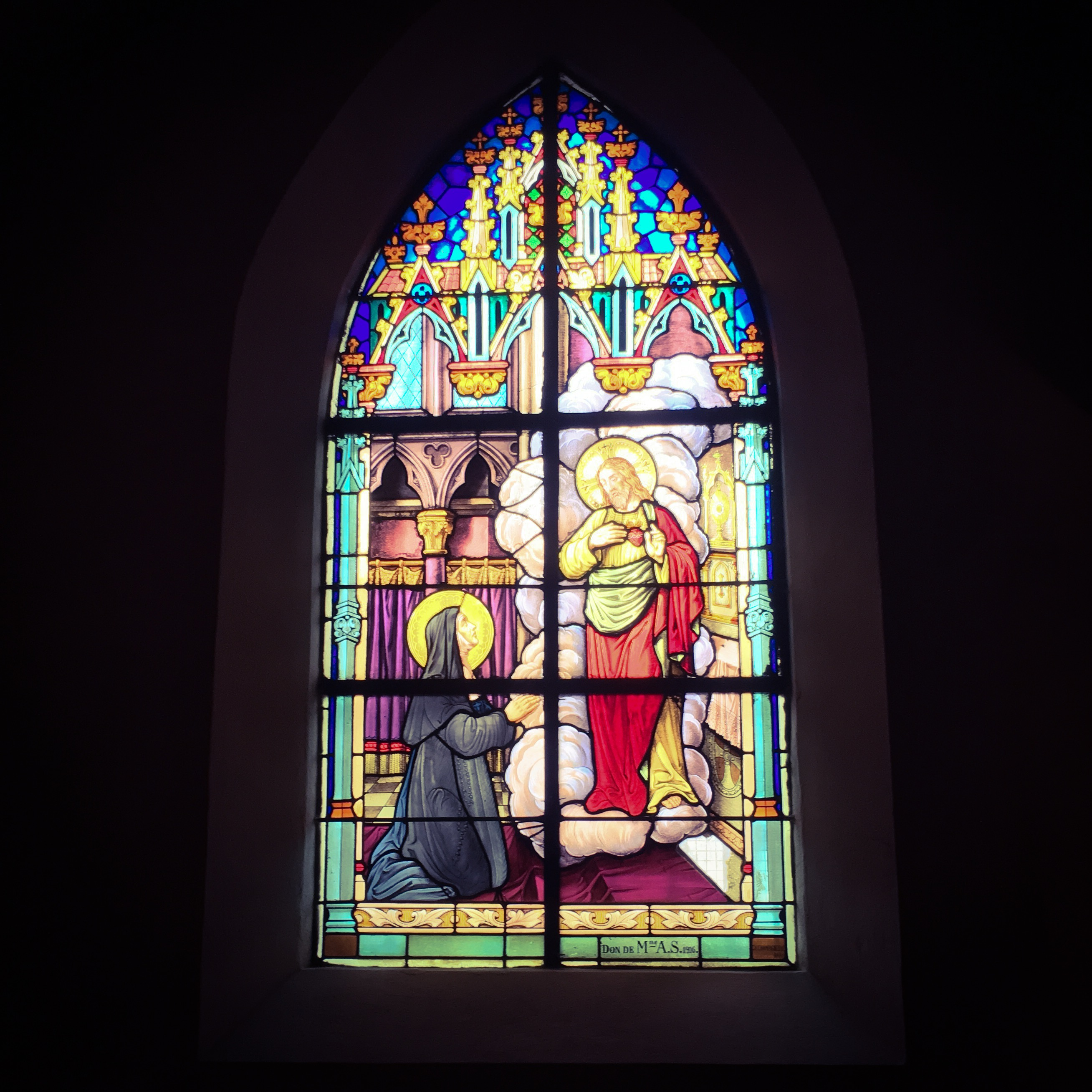
Le Sacré Cœur et Marguerite-Marie Alacoque
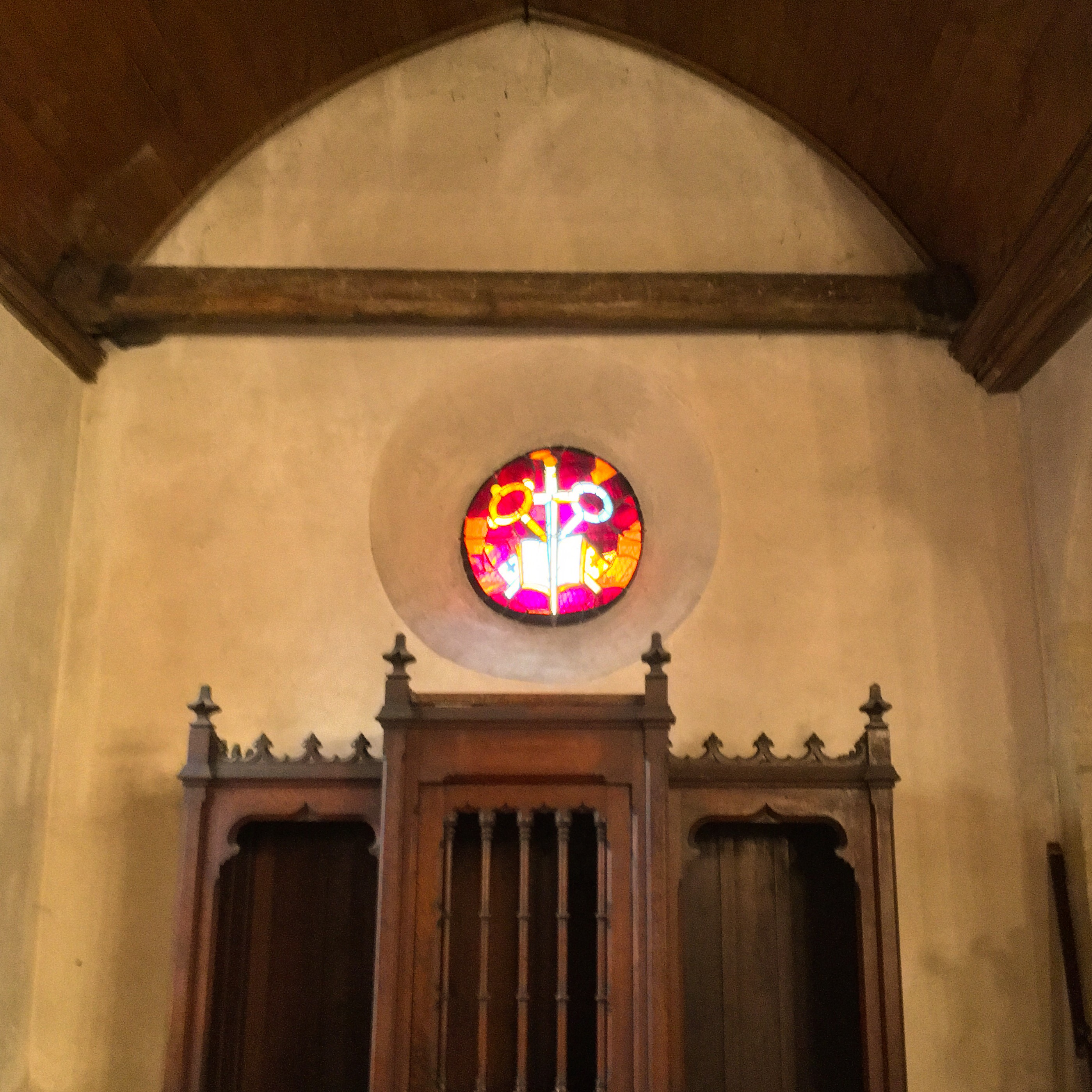
Vitrail des clefs de St Pierre

Du premier quart du XXe siècle, des vitraux pour les baies du côté droit de l'église :
- Un vitrail représentant saint François de Sales[5].
- Un vitrail représentant Barbe Acarie, en religion Marie de l'Incarnation[5]
- Un vitrail représentant Marguerite-Marie Alacoque agenouillée devant un autel où apparaît le Sacré-Cœur de Jésus. Ce vitrail, signé par Charles Champigneulle[5], porte la date de 1916.
- Un vitrail représentant saint Frambourg avec des fidèles agenouillés à ses pieds[6]. Ce vitrail, signé par Charles Champigneulle[5], porte la date de 1925.

##### Ensemble de vitraux Mauméjean.
Pendant la Seconde Guerre mondiale, les vitraux du bas-côté nord et de la rosace sont détruits par le souffle des bombardements alliés du 26 août 1944 qui tentent de détruire les voies ferrées qui passent à Ivry. Dans les années 1950, un ensemble remarquable de vitraux vient remplacer pour une grande part les vitraux détruits. Financés par les indemnisations des dommages de guerre, ils sont l'œuvre des ateliers Mauméjean, grands Maîtres verriers du XXe siècle.
Originaire du Sud-Ouest, la famille Mauméjean œuvra dans l’art du vitrail de 1860 à 1970. Elle avait des liens avec le Pays basque et la Catalogne et deux sociétés, une en France et une en Espagne. Leurs réalisations sont très nombreuses dans ces deux pays. La famille Mauméjean fut présente dans ce métier pendant plus d’un siècle, de 1860 à 1970. En France, elle eut des ateliers à Pau, Anglet, Biarritz. En Espagne elle eut un atelier à Madrid dès 1898 puis à Barcelone et Saint-Sébastien. Plus tard, leur société prit le nom de Mauméjean Frères en France, et Mauméjean Hermanos en Espagne. L’activité cessa en 1970 à la mort du dernier descendant.
Cet ensemble est relativement bien conservé bien que les verres soient encrassés. Certaines parties ont été toutefois vandalisées par des jets de pierre. Cet ensemble comprend :
- Le vitrail principal du chœur, un oculus de trois mètres de diamètre représentant la crucifixion. À cette scène de la crucifixion sont associées celle du martyre de saint Paul (décollation) et celle du martyre de saint Pierre (crucifiement). La décollation de saint Paul reprend un motif que les ateliers Mauméjean avait créé en 1941 pour la verrière du martyre de saint Jacques de l'église Saint-Jacques de Montgeron. Ce motif avait alors été conçu comme un acte de résistance puisque la figure du bourreau reprend celle d'Adolf Hitler[7].

Pour les verrière du collatéral nord de l'église :
- Un vitrail représentant la Pentecôte dans sa partie haute de la baie. Il représente la Vierge Marie entourée des apôtres, surmontés par une colombe représentant l'Esprit Saint. Dans sa partie basse est représentée la Sainte Famille avec l'inscription : « Il leur était soumis. Il grandissait en sagesse. ». Ce vitrail a été fortement vandalisé.
- Un vitrail représentant l'Adoration des mages avec mentions du Gloria.
- Un vitrail de la Résurrection et de la sortie des camps de la Mort. Reprenant le modèle de la messe de saint Grégoire, ce vitrail représente en partie basse la sortie des déportés des camps d'extermination nazis. Au-dessus des déportés, saint Grégoire célèbre la messe durant laquelle apparaît le Christ ressuscité entouré, à gauche, de sainte Thérèse de l'Enfant-Jésus et, à droite, de l'archange saint Michel. Dans la partie supérieure du vitrail, est représentée Marie entourée de deux anges.

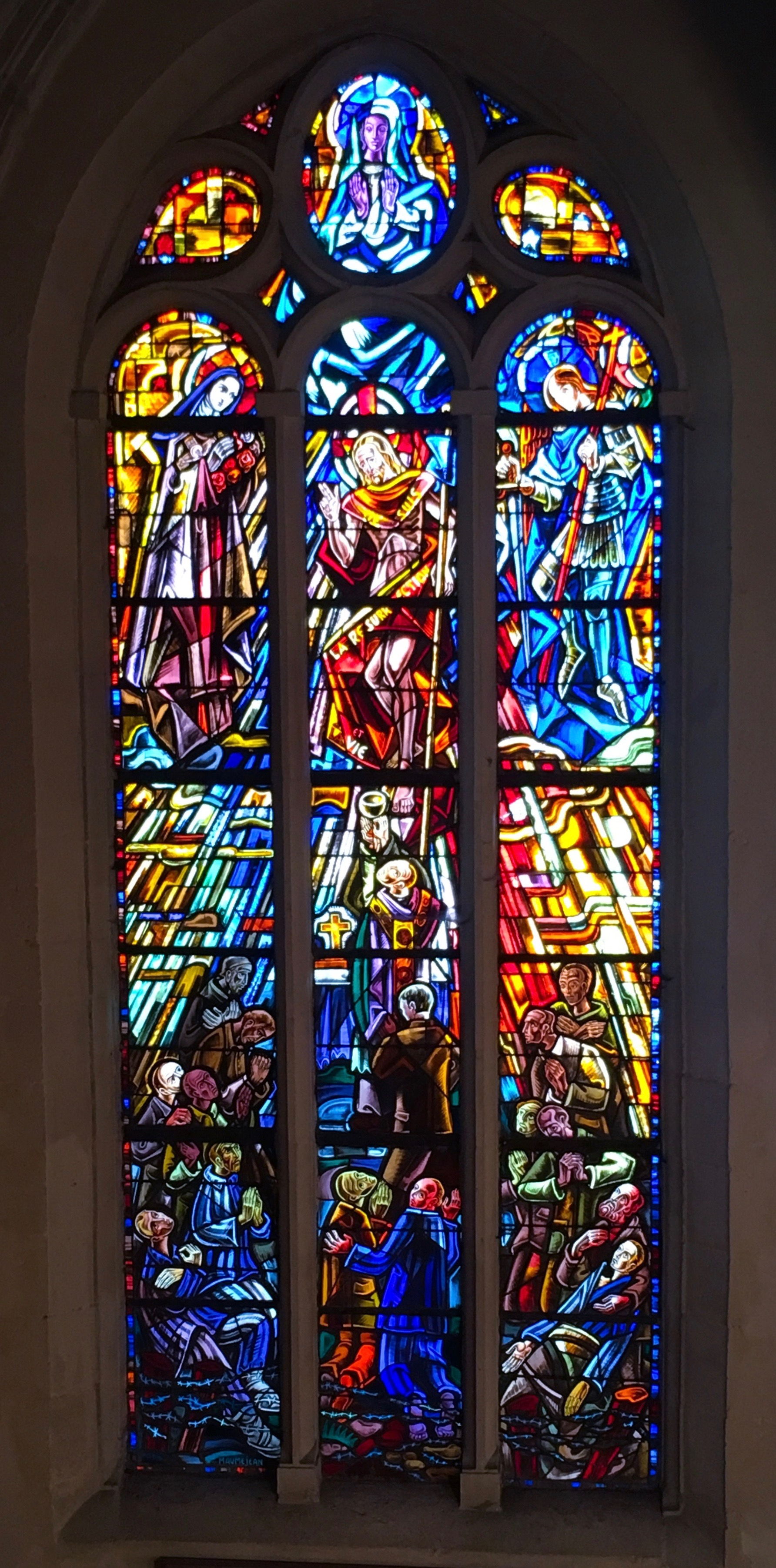
Vitrail de la Messe de Saint Grégoire, bas-côté nord.
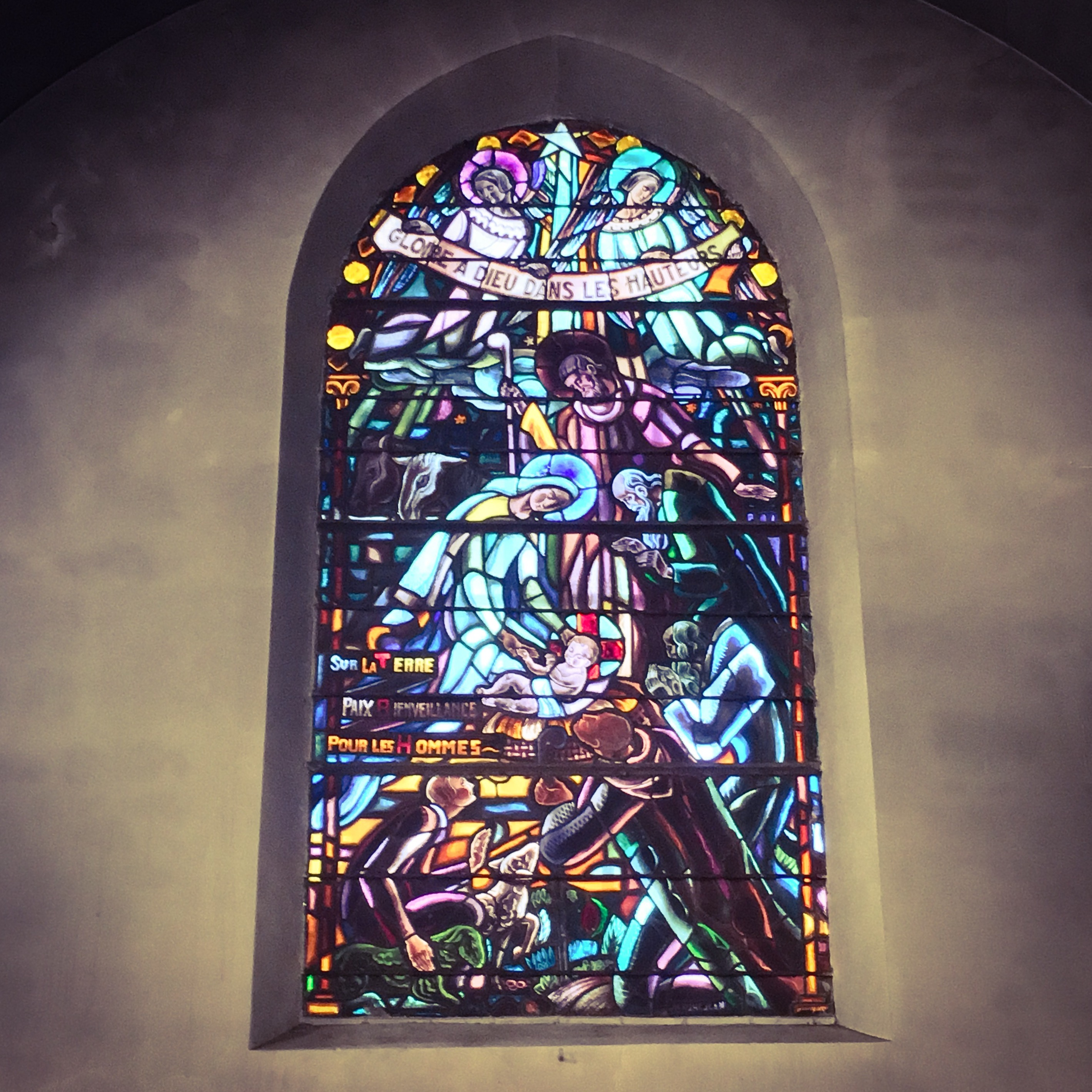
Vitrail de l'Adoration des Mages, bas-côté nord.
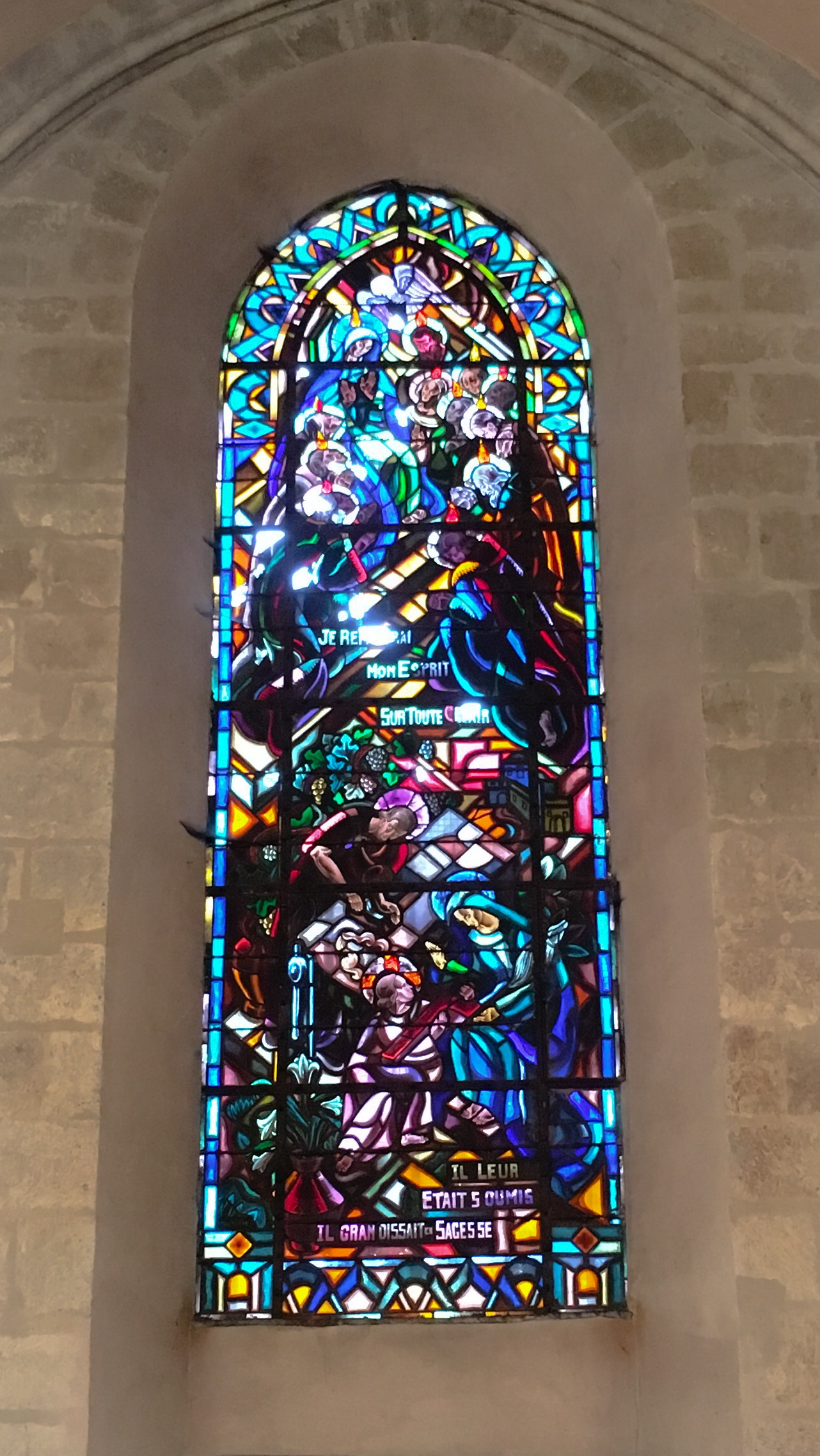
Vitrail de la Pentecôte et de l'Enfance de Jésus, bas-côté Nord.
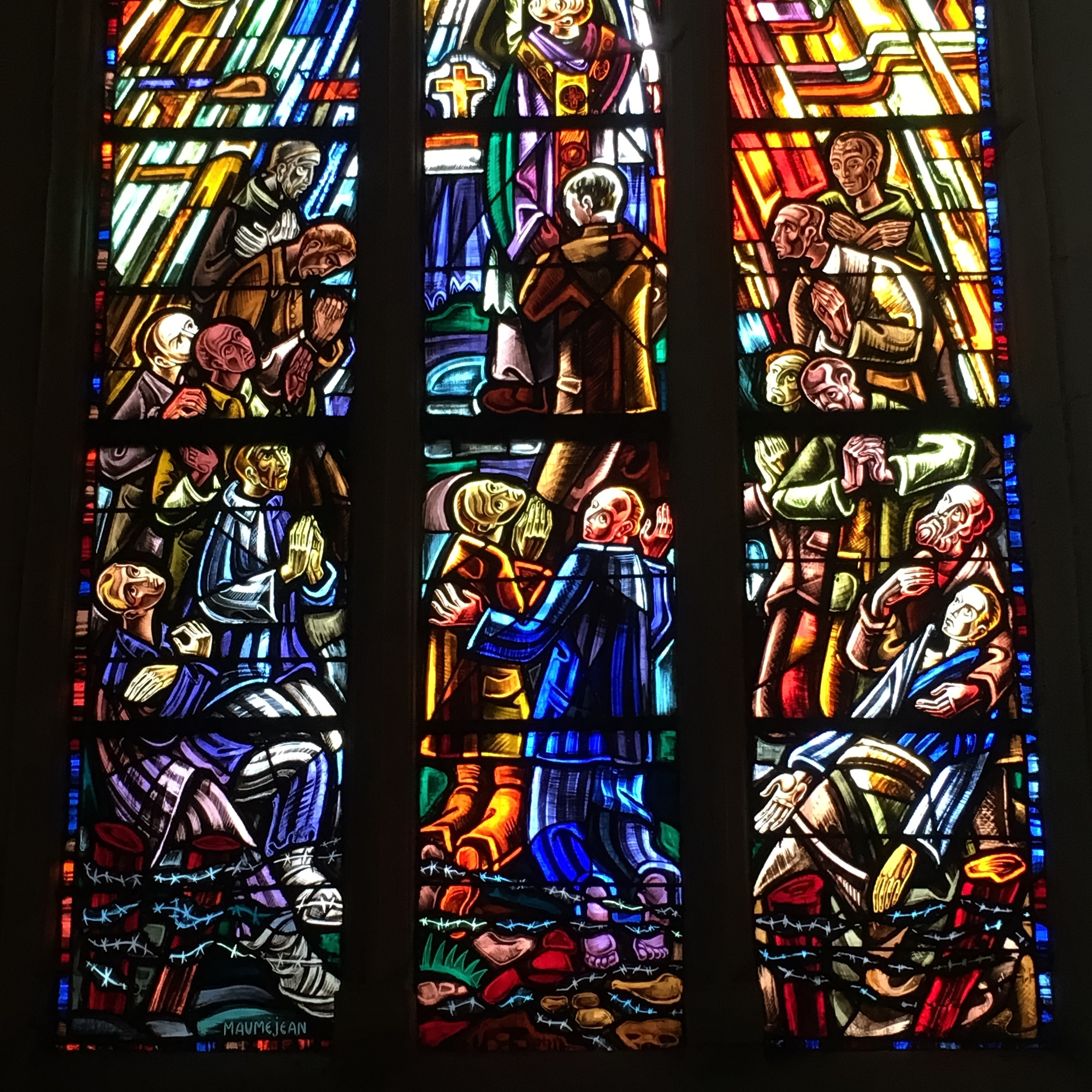
Détail : les déportés de la Seconde Guerre mondiale

### Extérieur

Vues extérieures
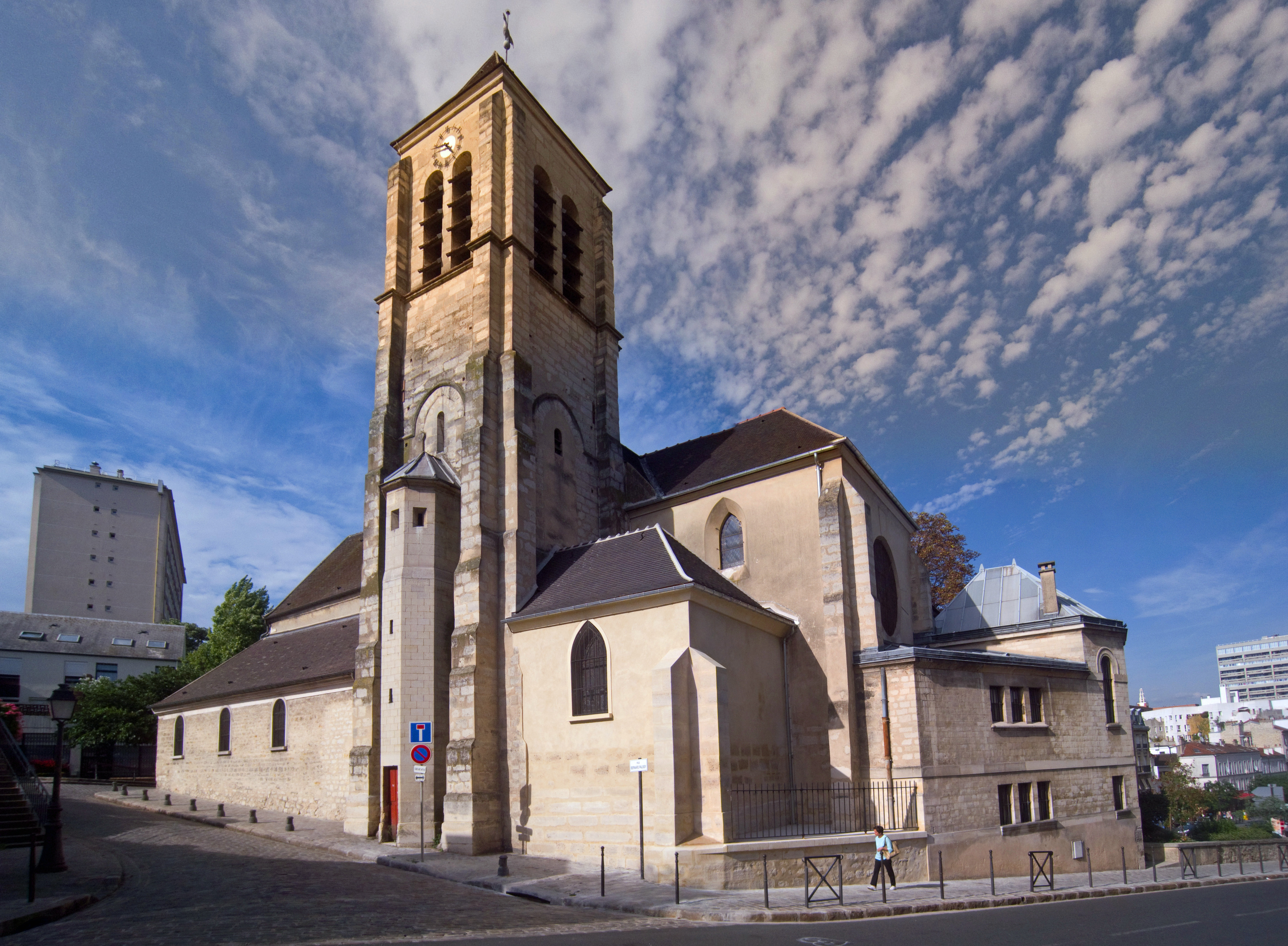
Vue depuis le sud.
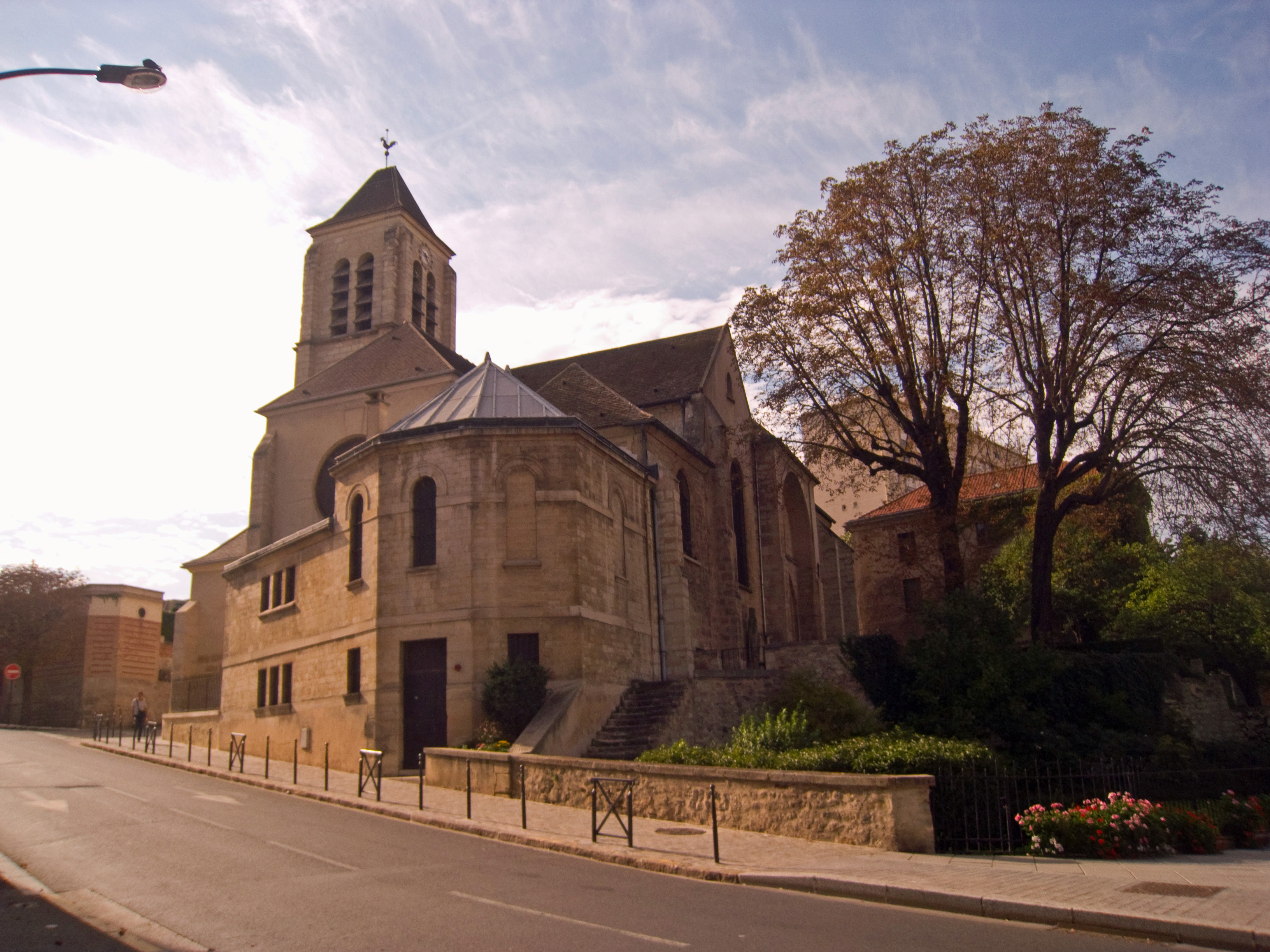
Vue depuis l'est.
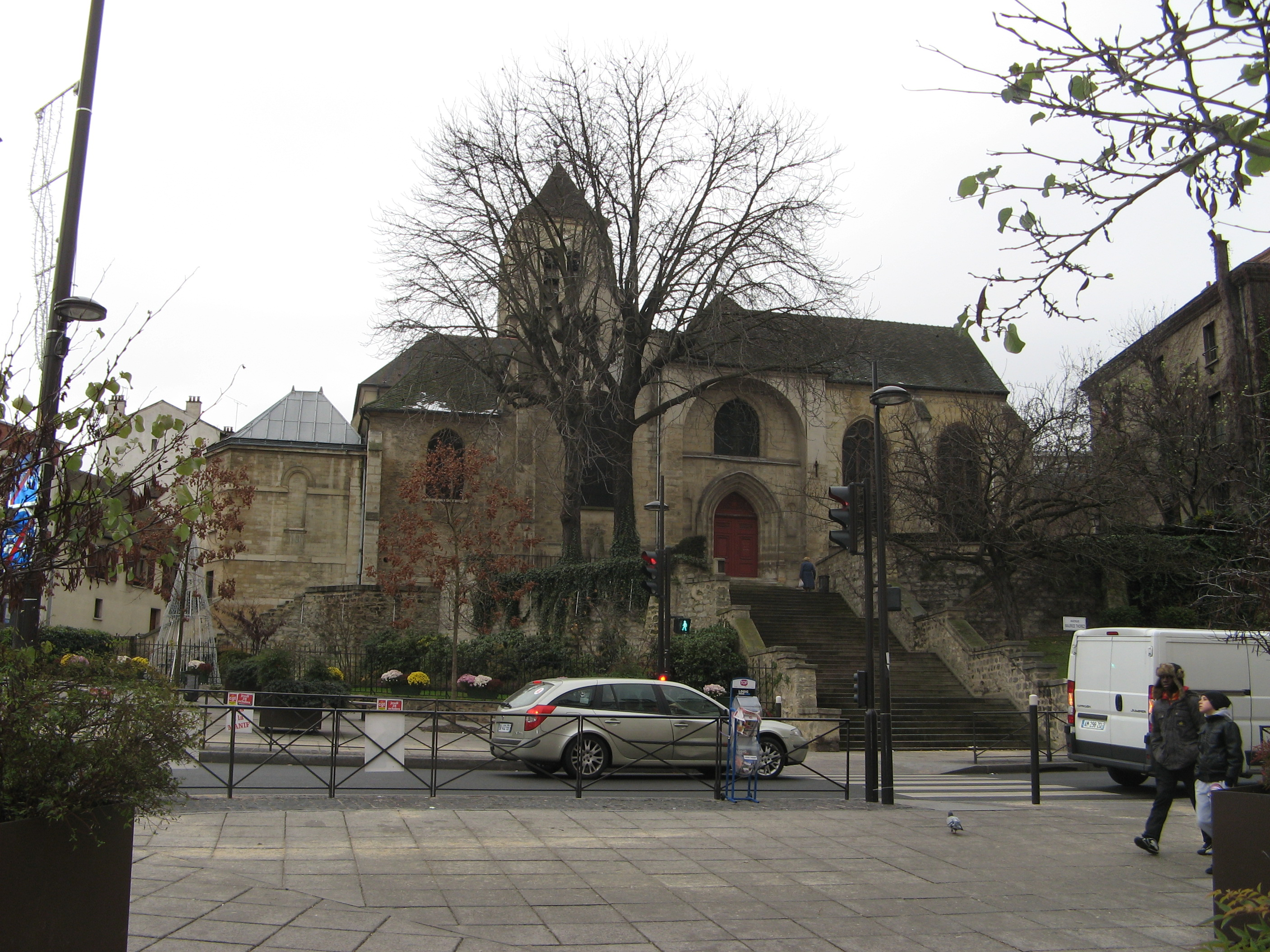
Vue depuis le Nord.
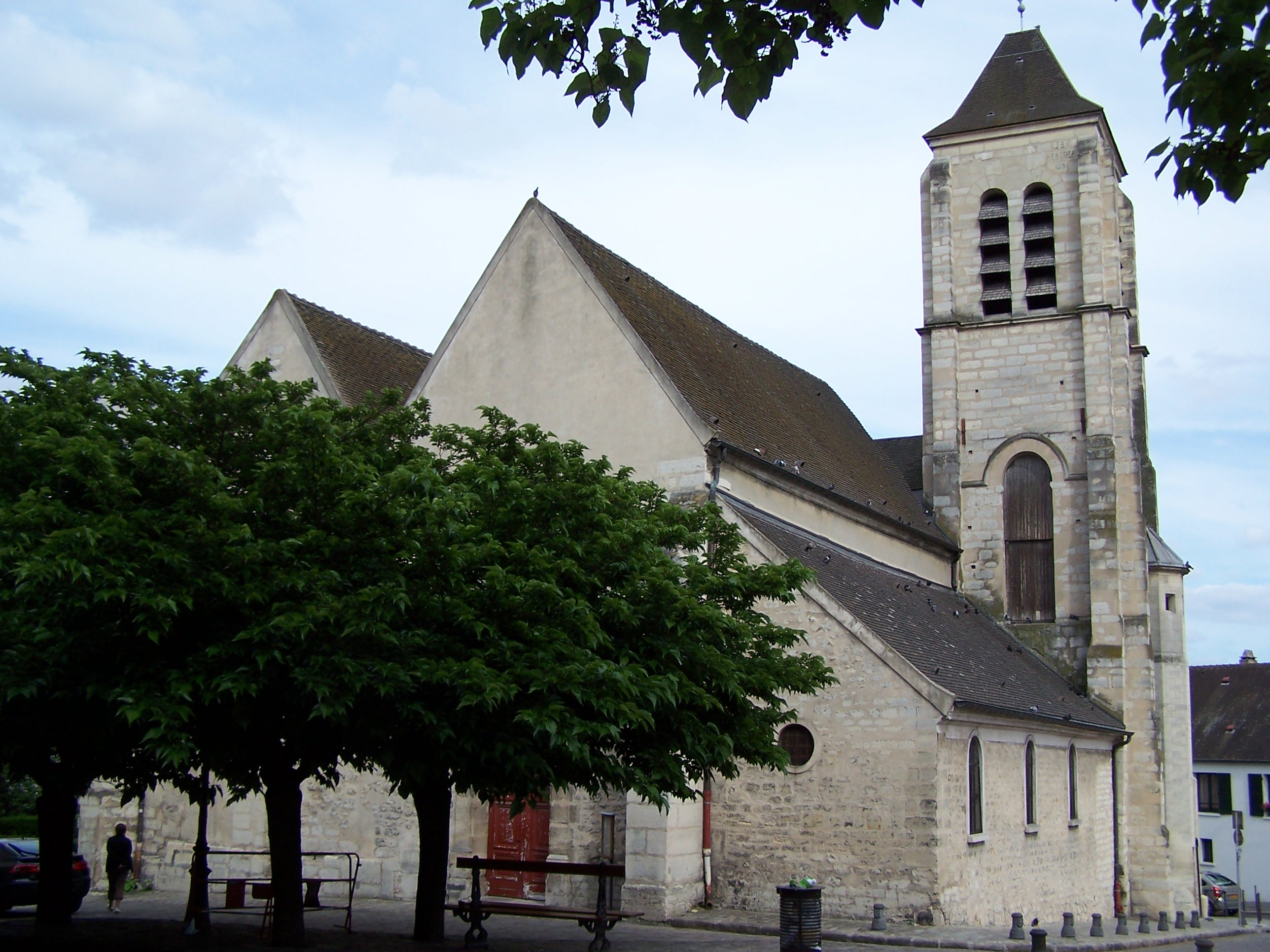
Vue depuis le Ouest.

Porches (Nord et Est) et statue de Saint Frambourg
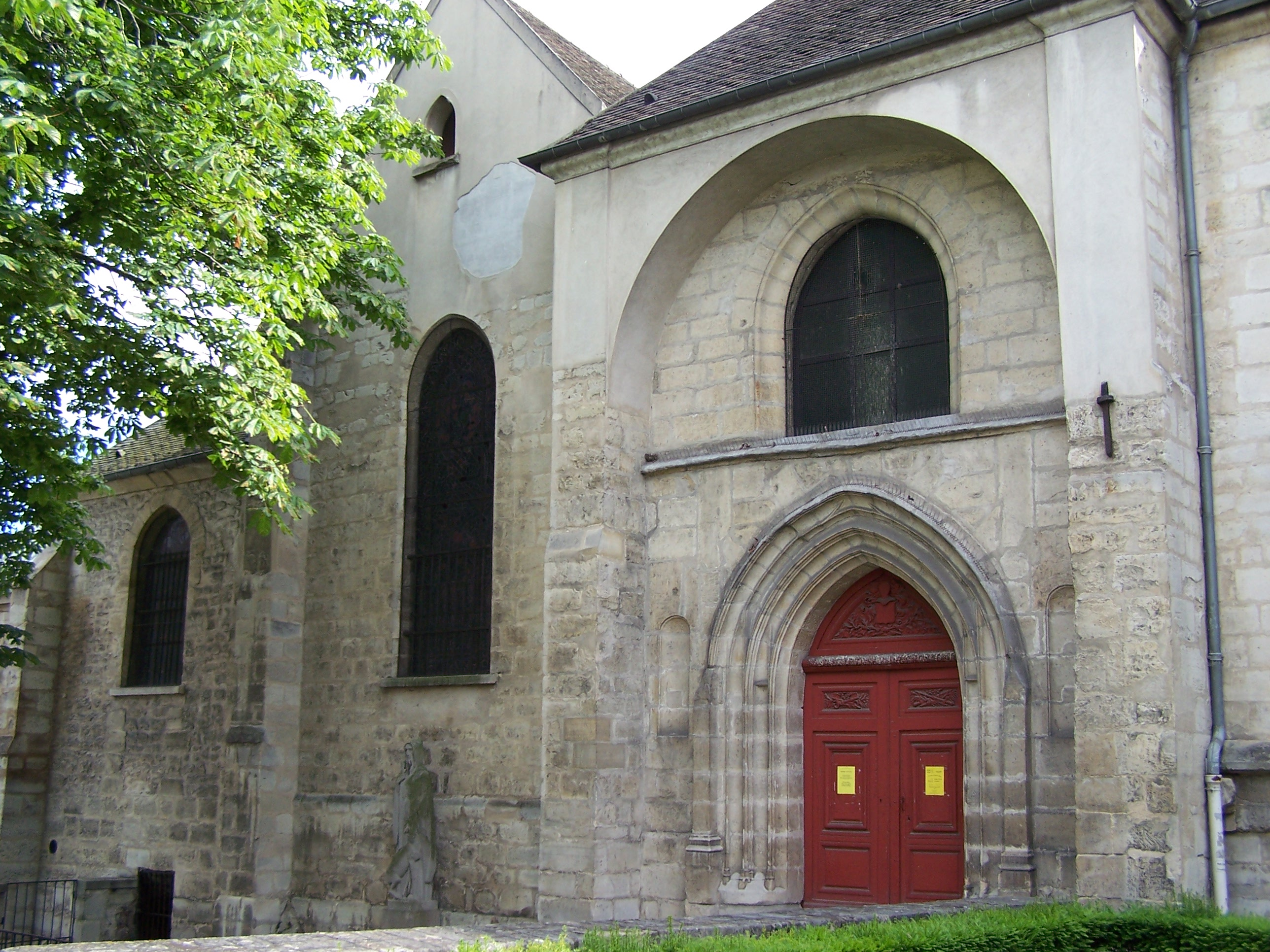
Vue du porche nord.
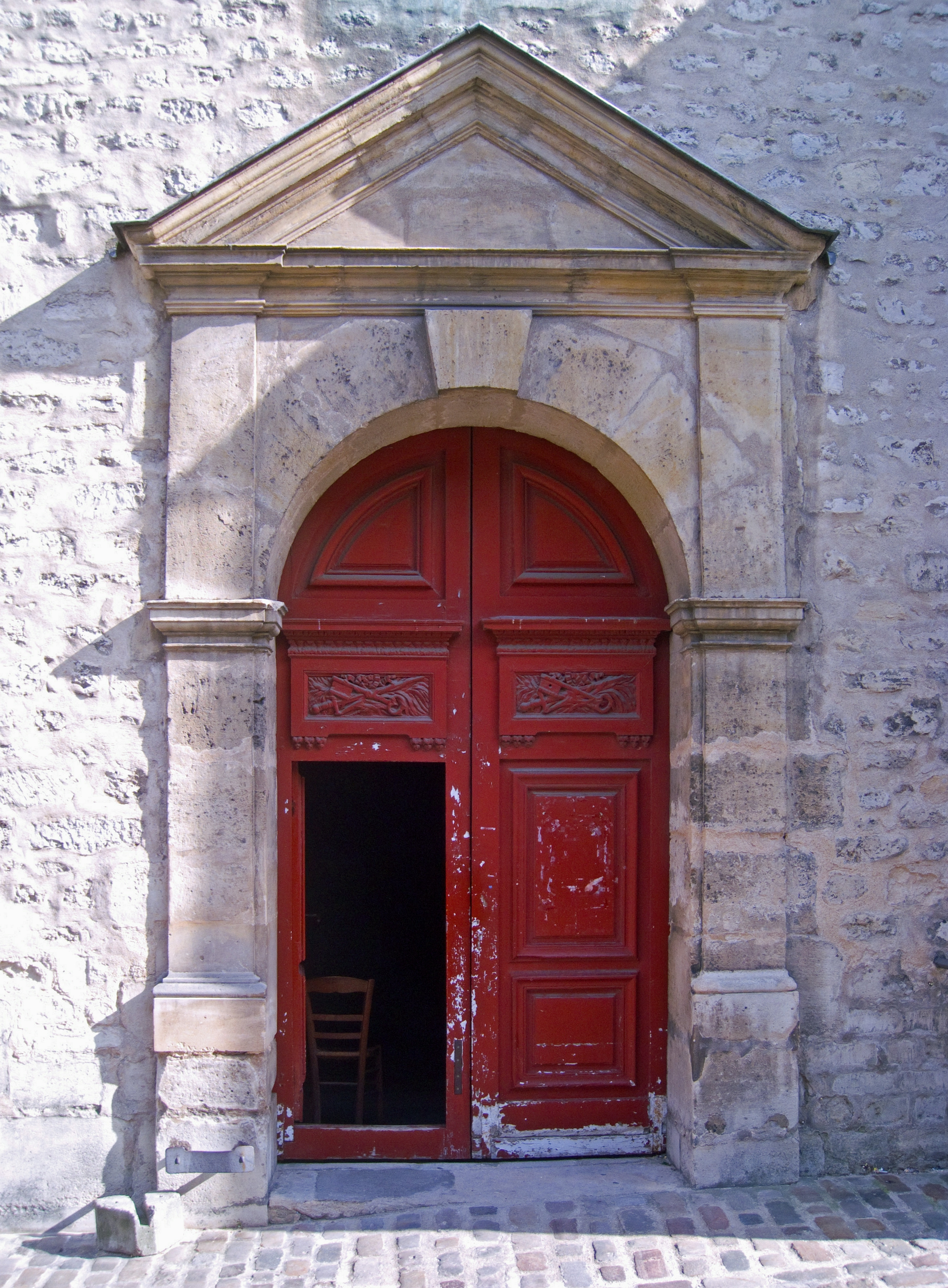
Porche est.
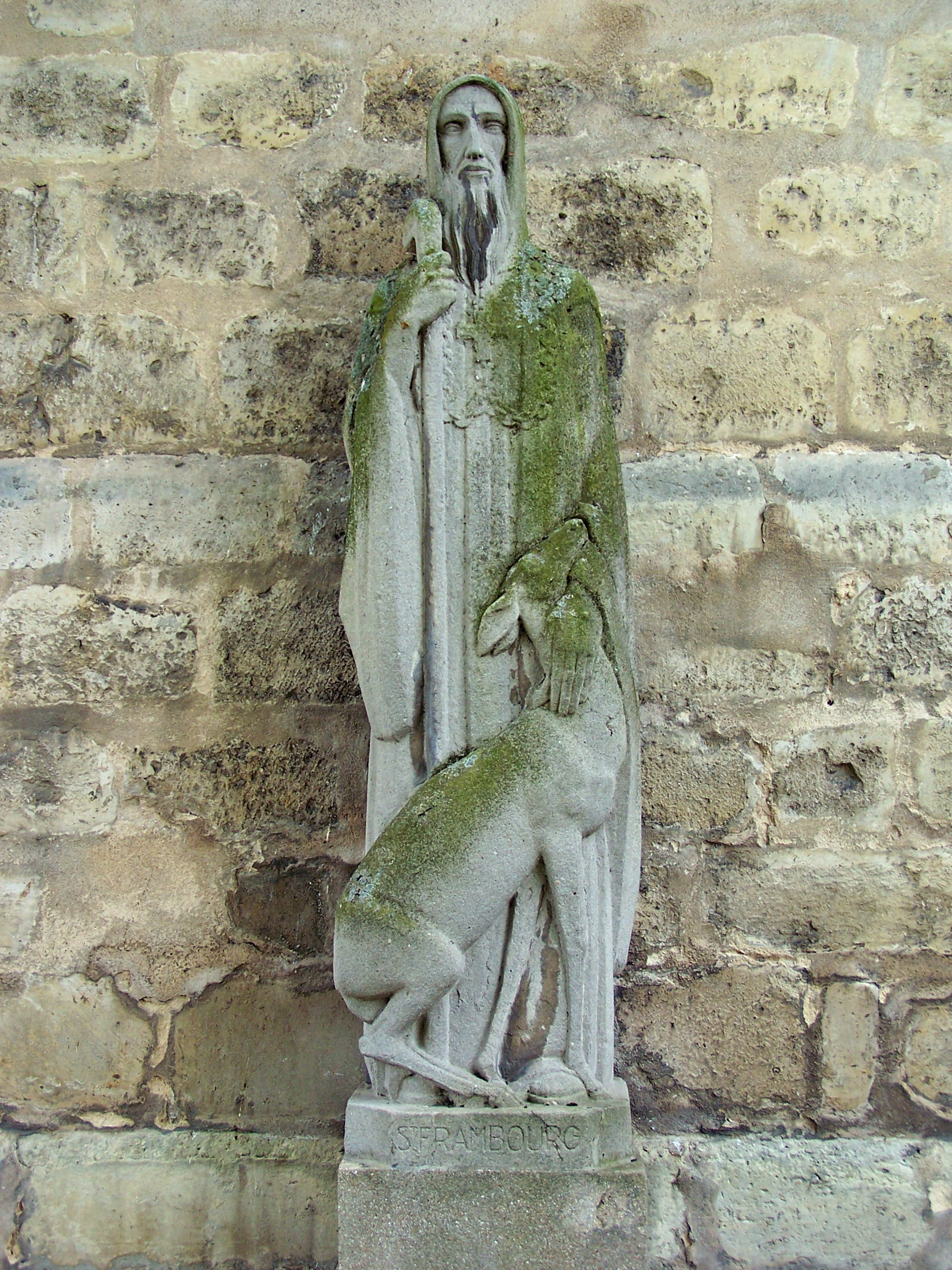
porche latéral Nord : Statue Saint-Frambourg

## Campagnes de restaurations
L'église Saint Pierre - Saint Paul est inscrite à l'inventaire des Monuments historiques depuis le 10 avril 1929.
1982, 1983, 1984 : Restaurations importantes, réalisées par la ville d'Ivry-sur-Seine. Elles comprennent :
- Restauration intérieure : (piochement des anciens enduits, mise à nu des arcs et colonnes en pierre de taille, enduits, remplacement des pierres abîmées sur les arcs, restauration des peintures murales du XVIe siècle et des peintures des entraits de la nef centrale, voûte en bois de la nef centrale et du bas-côté Sud, pose des lustres ... ;
- Restauration extérieure : ravalement complet, croupe au-dessus de l'entrée, restauration de la flèche du clocher avec suppression du terrain en zinc, pose de deux vitraux et des deux horloges...;,
- Restauration des espaces verts.

2000 : Travaux de restauration du mobilier : vitrail du XVIe siècle...